# Géorgiques
Vous lisez un « article de qualité » labellisé en 2020.
Pour les articles homonymes, voir Géorgiques (homonymie).
Les Géorgiques (« les travaux de la terre ») sont la deuxième œuvre majeure de Virgile, écrite entre 37 et 30 av. J.-C. Ce long poème didactique de quelque 2 000 vers, qui s'inspire du poème d'Hésiode Les Travaux et les Jours, est une commande de son ami et protecteur Mécène. Dédié à Octavien, il se présente en quatre livres, les deux premiers consacrés à l'agriculture (céréales, vigne), les deux suivants à l'élevage (animaux, abeilles). Loin d'être un simple traité d'agriculture, comme le De re rustica de Varron (publié en 37), il aborde des thèmes beaucoup plus profonds : guerre, paix, mort, résurrection. En effet, composé dans une période trouble et sanglante dont il garde des traces, il s'élargit à une vaste réflexion sur la beauté mais aussi la fragilité du monde.
Pour Virgile, il ne s'agit plus, comme dans les Bucoliques, son œuvre précédente, de chanter la terre pastorale des origines mais, en détaillant les soins à donner à la terre contemporaine, trop délaissée et malmenée pendant les guerres civiles, d'en célébrer la beauté profonde, de retisser les liens qui unissent les hommes aux végétaux et aux animaux, malgré l'instabilité du monde et le passage inexorable du temps, dans l'espoir de retrouver, avec le retour de la paix, la prospérité sous la conduite de celui qui, sous le nom d'Auguste, va installer la Pax Romana.
Comme dans ses autres œuvres majeures, Virgile utilise l'hexamètre dactylique, dont il a contribué à fixer les règles et qu'il maîtrise à la perfection. Son œuvre précédente a été écrite dans le style dit « humble » (tenuis), bien adapté à l'églogue, mais pour les Géorgiques, il emploie généralement le style dit « moyen » (moderatus) qui convient aux œuvres didactiques, déjouant les pièges du prosaïsme grâce à la variété des registres utilisés, avec des élans épiques et lyriques qui préfigurent l'Énéide.
Selon des témoignages antiques, le poème a fait l'objet d'une lecture publique par Virgile lui-même devant Octavien au printemps 29. Cantique à la terre vivante et méditation sur la beauté autant qu'œuvre morale et politique, il est considéré comme l'un des sommets de la création poétique occidentale. L'auteur y atteint une forme de perfection artistique qui lui vaut de mériter, de l'avis de Paul Claudel, le titre de « plus grand génie que la terre ait porté ».

## Conditions de rédaction

### Contexte historique

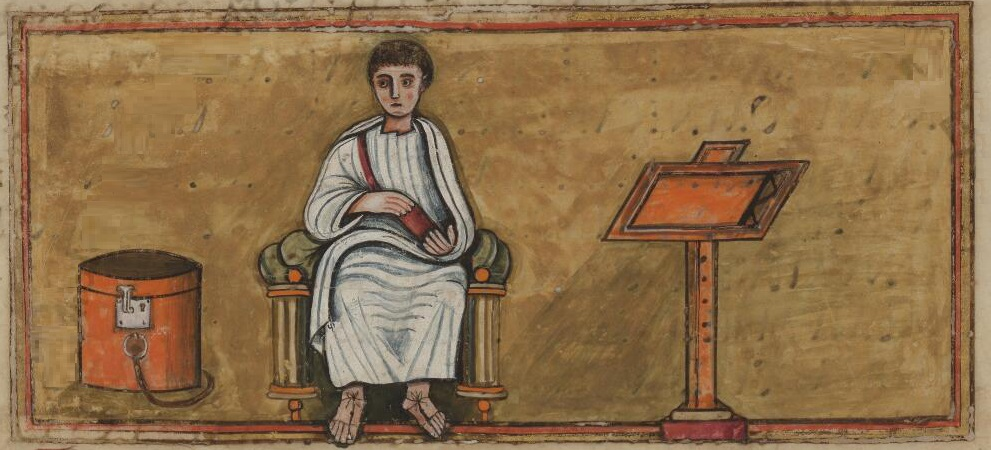
Un des trois « portraits » de Virgile du Vergilius Romanus (folio 14r).

Publius Vergilius Maro a grandi dans un monde en crise, ponctué de guerres civiles qui n'allaient s'achever qu'en 31 av. J.-C., avec la victoire à Actium d'Octave sur Marc Antoine. César est assassiné en -44, les parents de Marc-Antoine s'opposent en Étrurie à Octave entre -41 et -40. Après cette date ces guerres fratricides ne se déroulent plus sur le sol italien, mais elles nourrissent l'incertitude, prolongent l'instabilité politique et soulèvent de multiples interrogations : morales, sociales, philosophiques, religieuses, dont les Géorgiques se feront l'écho.
En -37, lorsqu'il commence l'écriture de son poème, Virgile a trente-trois ans et vient de s'installer en Campanie, une terre d'exil pour ce Mantouan. Il est déjà un poète reconnu, voire célèbre : le recueil des Bucoliques est paru l'année précédente, et certaines églogues, la sixième en particulier, ont un tel succès qu'elles sont déclamées sur scène. Virgile est même assez influent pour pouvoir présenter Horace à son protecteur et ami Mécène.
C'est, de son propre aveu, une œuvre de circonstance. Il entreprend, écrit-t-il, la rédaction de ce poème didactique à l'invitation pressante de Mécène, lui-même poussé par Octave ; il s'est laissé embrigader de bonne grâce dans la campagne de propagande pour le retour à la terre, lancée au moment d'une accalmie dans la lutte entre Octave et Marc Antoine, dans le but avoué de remettre l'agriculture en honneur dans un monde épuisé et ravagé par ces années de guerres civiles, et de ramener les Romains à la simplicité des mœurs de leurs ancêtres paysans. Plus prosaïquement, il s'agit aussi de régler la situation des vétérans démobilisés, qui se retrouvaient sans ressources et pouvaient devenir une masse manœuvrable et dangereuse.
En effet, une paix éphémère a été signée en -39 entre Sextus Pompée et les membres du second triumvirat ; de plus, au printemps -37, Octave parvient à conclure avec Marc Antoine un accord qui allonge la durée de leur triumvirat de cinq années supplémentaires. Mais la guerre contre Pompée reprend en -36 et le conflit entre Octave, Lépide et Marc Antoine se ravive dès -35. Ces événements tragiques sont évoqués plusieurs fois dans l'œuvre par des digressions rapides et violentes,. La paix n'est assurée qu'en 30 av. J.-C. avec l'annexion de l'Égypte, après la bataille d'Actium et le suicide d'Antoine. Ces derniers événements apparaissent en filigrane dans le livre quatre des Géorgiques avec l'apologue de la destruction de la ruche et de la renaissance des abeilles :
| […] Tu munera supplex tende petens pacem, et facilis venerare Napaeas; namque dabunt veniam votis irasque remittent. | […] En suppliant, présente des offrandes en demandant la paix, et vénère les nymphes indulgentes : car elles pardonneront à qui les prie et renonceront à leur colère. |

### Parution du poème
Virgile achève l'écriture des Géorgiques au moment où la paix s'installe enfin, sept ans après avoir commencé leur rédaction. Selon le témoignage des commentateurs anciens, cités par Donat, un de ses biographes, il a fait à Atella, en Campanie, au printemps ou à l'été -29, une lecture publique — une recitatio — des quatre livres durant quatre soirées consécutives, « Mécène prenant la relève chaque fois qu'il était interrompu par la fatigue de sa voix », en présence d'Octave venu y soigner des maux de gorge. Cette date est généralement reconnue comme la date de parution.

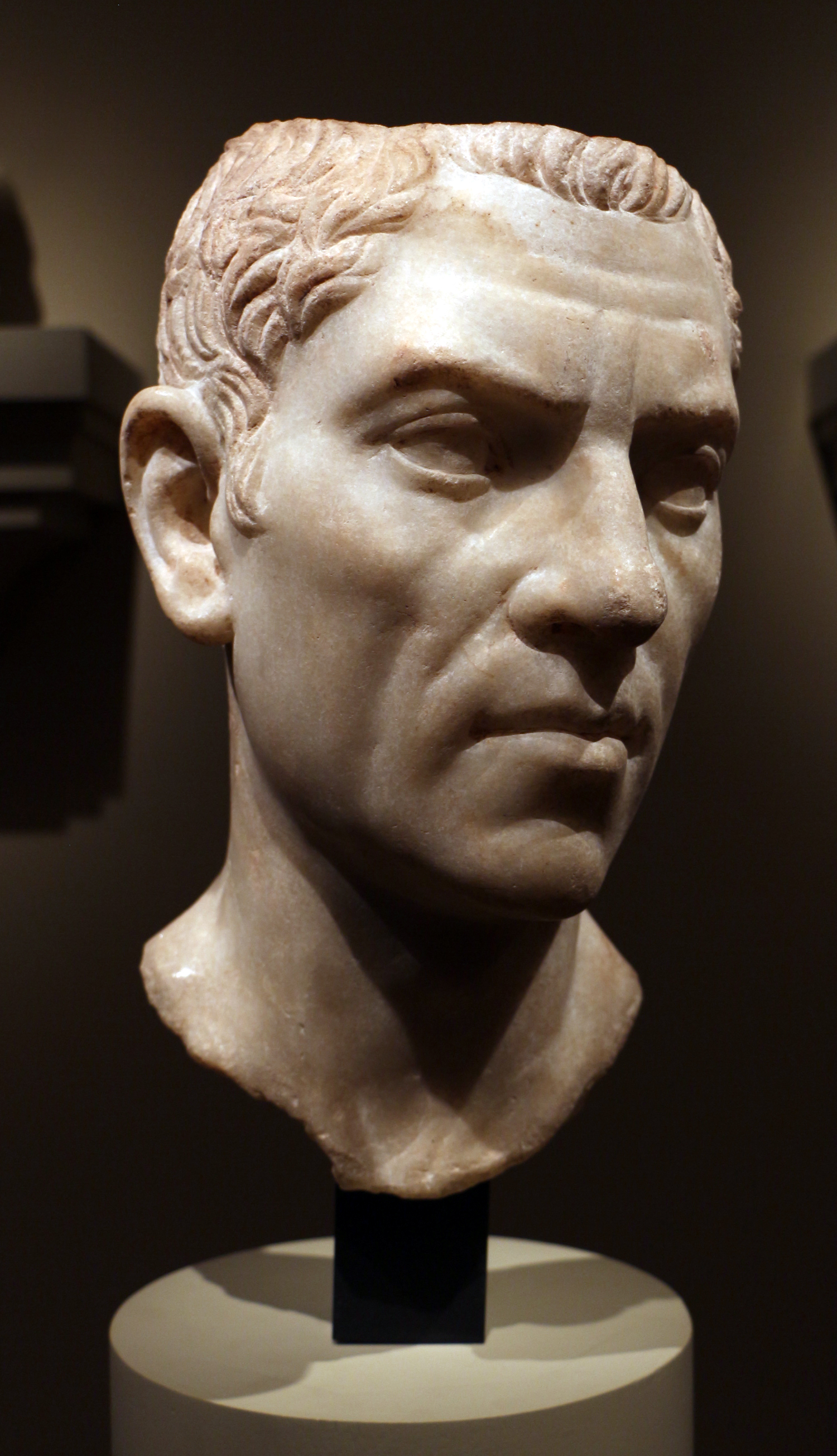
Tête probable de G. Cornelius Gallus, -30, Cleveland Museum of Art.

Cependant, si l'on en croit les commentaires de Servius Honoratus, le poème s'achevait initialement par l'éloge d'un ami de Virgile, C. Cornelius Gallus, évoqué dans la sixième Bucolique (v. 64) et dédicataire de la dixième, qui a participé à la conquête de l'Égypte et a été choisi par Octave pour en être le premier préfet. Mais, trop ambitieux semble-t-il, il est tombé en disgrâce. Condamné par le Sénat, privé de ses droits, il s'est suicidé en -26, victime probable d'une damnatio memoriae, ce qui aurait contraint Virgile, cette même année, à s'auto-censurer et à remanier la fin du quatrième livre des Géorgiques.
Supprimant l'éloge direct d'un homme qui a perdu  — à cause de prétentions excessives — l'amitié et la confiance d'Auguste, il développe à la place une petite épopée, l'histoire d'Orphée — le prince des poètes qui, parce qu'il a désobéi, a perdu Eurydice et a finalement été tué —, osant ainsi rester fidèle à l'ami tout en satisfaisant son goût pour les mythes. Suétone rapporte dans De vita duodecim Caesarum qu'Auguste pleura à la mort de Gallus et ne demanda pas à Virgile de retoucher cet hommage indirect. S'il y a eu remaniement, le travail a été fait avec tant de soin qu'il est pratiquement impossible d'en détecter les traces : aussi certains commentateurs modernes doutent-ils de son existence, notamment Jacques Perret et Nicholas Horsfall.

## Présentation
Le poème des Géorgiques est composé au total de 2 188 vers. Le terme « géorgique » (georgicus) est une latinisation du mot grec γεωργικός / geōrgikós (composé de γῆ / gê, « terre », et de ἔργον / érgon, « travail, œuvre »).
Avant le Res rusticae de Varron, le seul ouvrage de référence en latin sur l'agriculture était le De agri cultura de Caton l'Ancien, écrit quelque cent trente ans plus tôt. Il en existait cependant plusieurs en grec, en vers (Les Travaux et les Jours d'Hésiode et un ouvrage de Ménécrate d'Éphèse) et surtout en prose : le monumental traité (en punique) du Carthaginois Magon en 28 livres, traduit en grec par Cassius Dionysus d'Utique au IVe siècle av. J.-C. (en 20 livres) puis condensé en six livres par Diophane de Nicée au Ier siècle av. J.-C.. Varron résume le tout en trois livres (agriculture ; bétail ; volailles, gibier et viviers).

### Plan d'ensemble
Virgile reprend le plan de Varron, avec quelques différences : il développe l'agriculture sur deux volumes et, en éliminant volailles, gibier et viviers, ne garde que les abeilles dans le dernier.
L'œuvre est divisée en quatre livres, de tailles à peu près égales, qui, suivant une progression du matériel vers le spirituel, traitent :
- dans le livre I, du travail de la terre, essentiellement de la culture du blé et les conditions dans lesquelles la terre produit ;
- dans le livre II, de la vie végétale, en particulier des soins à la vigne ;
- dans le livre III, de la vie animale puis de l'élevage, chaque partie se concluant par une méditation, l'une sur l'amour, l'autre sur l'épidémie et la maladie mortelle ;
- dans le livre IV, des abeilles, métaphore de la cité humaine idéale et image de l'inspiration poétique[26].

Virgile y combine un exposé didactique, objectif et technique avec l'expression subjective de ses sentiments, en faisant alterner les descriptions et les digressions morales ou pathétiques, pour composer finalement le grand poème du monde à habiter, à ordonner, à cultiver, mais aussi à contempler, à décrire et à chanter.
Il passe volontairement sous silence certains thèmes, tels les jardins, l'art botanique ou la chasse : le but des Géorgiques, qui célèbrent une vie de soins et de labeur, est bien d'inciter les hommes à cultiver utilement la terre plutôt que leurs conflits.

### Livre I (514 vers)

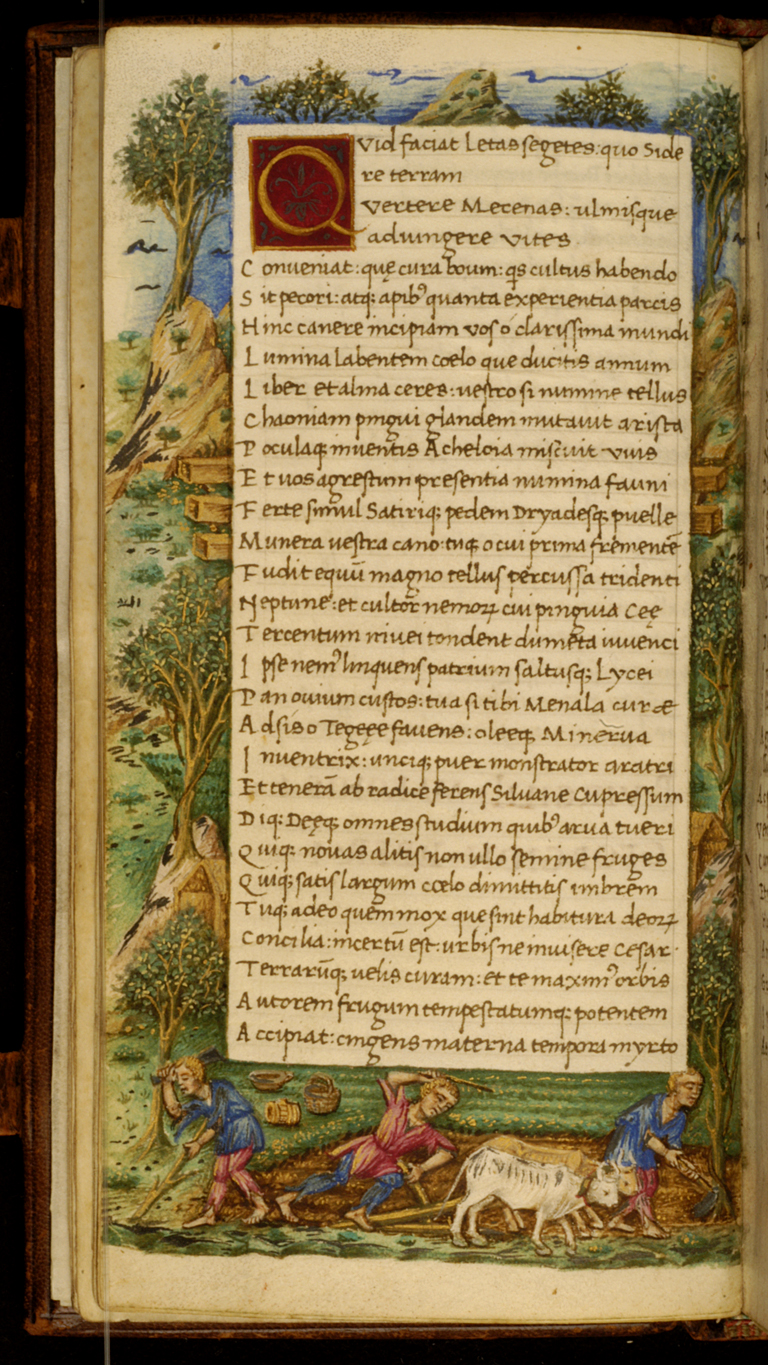
Incipit des Géorgiques. Feuillet W400.16V des Œuvres de Virgile, par Cristoforo Majorana, Naples, vers 1470. Walters Art Museum, Baltimore.

Virgile commence par donner, en 4 vers et demi, le sujet de chaque chant des Géorgiques (céréales, vignes, bétail et abeilles), puis invoque les diverses divinités agricoles (18 vers et demi), et enfin Octave (qu'il appelle César). Il présente ensuite, vers 50 à 53, les cinq parties qu'il va développer dans le livre 1, en commençant par la fin : les vents, l'aspect du ciel, les modes de culture ancestraux, la nature des sols, la spécificité de chaque région, développant immédiatement ce premier thème.
Dans chaque partie, les développements à caractère agricole sont suivis par des réflexions à caractère philosophique.
Les travaux agricoles proprement dits
- Vers 54-63 : une rapide évocation de produits spécifiques de chaque région d'Italie, d'Orient, de Grèce (v. 54-59) est suivie d'une évocation (v. 60-63) de Deucalion et de l'humanité, cette « race dure » née après le déluge.
- Vers 63-159 : la qualité des terrains détermine les techniques d'entretien (jachère, écobuage). La terre, nourricière, est personnifiée : c'est la terre-mère ; et si le paysan maîtrise maintenant le drainage, il doit prier pour que le temps soit favorable. Sa première vertu est la tempérance (v. 63-121). La pénibilité du travail de la terre (labor) n'est pas une punition, c'est une sage nécessité voulue par Jupiter : la constance dans l'effort, deuxième vertu, empêche de retourner sous la domination de Cronos/Saturne, car la culture (au double sens d'agriculture et de civilisation) est maîtrise du monde, source de création (v. 121-159)[32].
- Vers 160-203 : présentation des modes de culture ancestraux et des « armes » que doit soigneusement préparer le paysan : l'araire courbée, les herses et les houes. Non seulement elles lui permettent de maîtriser la nature, mais, confinant au sacré, elles lui apportent la « gloire d'un divin domaine ». Virgile termine cette partie par la description de l'aire[33] et des diverses semences (v. 160-198), avant de conclure par une réflexion philosophique (v. 199-203) dans laquelle il oppose la force humaine (vis humana) au principe de dégénérescence communément admis[N 16], et à l'idée de décadence la troisième qualité du paysan, la virtus[32].

Les phénomènes atmosphériques
- Vers 204-350 : une première recommandation, l'observation du ciel — essentielle pour rythmer les travaux agricoles (v. 204-337) — est suivie d'une méditation sur la providence divine, qui donne à la fragilité humaine la chance de vivre en zone tempérée, puis sur l'immensité verticale du monde, du firmament au Tartare. La seconde recommandation, la prévision, concerne aussi le ciel (v. 252-337). La liste des travaux à prévoir s'accompagne de l'évocation des Titans en lutte contre le ciel et punis de leur orgueil. La quatrième vertu nécessaire au paysan est la piété ; les fêtes de printemps en l'honneur de Cérès verront son triomphe ; à celles des moissons, ovationné et couronné de chêne, il entonnera des chants[35].
- Vers 351-514 : le dernier mouvement est consacré aux phénomènes météorologiques, en particulier les vents (v. 351-488). Virgile, s'inspirant d'Aratos de Soles, expose d'abord les signes qui permettent de prévoir le mauvais temps (v. 351-392), puis ceux qui annoncent le retour du soleil (v. 392-423), en insistant sur l'observation des oiseaux, enfin ceux qui ne trompent jamais, venant des dieux eux-mêmes, Soleil et Lune (v. 438-488). Les avertissements du dieu Soleil sont aussi politiques : son éclipse et d'autres prodiges survenus à la mort de César disent sa plainte face au malheur des guerres civiles[35]. La dernière méditation (v. 489-514) revient sur les deux sanglantes batailles de Philippes, remportées par Octave. Virgile demande aux dieux de « ne pas empêcher cet homme jeune de secourir une génération bouleversée »[N 18], et les interroge : pourquoi ont-ils permis ces batailles fratricides ? Rome n'a-t-elle pas assez payé les parjures de la Troie de Laomédon[N 19] ? Le poète se désole : tant de guerres par tout l'univers ! Les champs sont en friche et « Mars impie se déchaîne sur l'univers entier ».

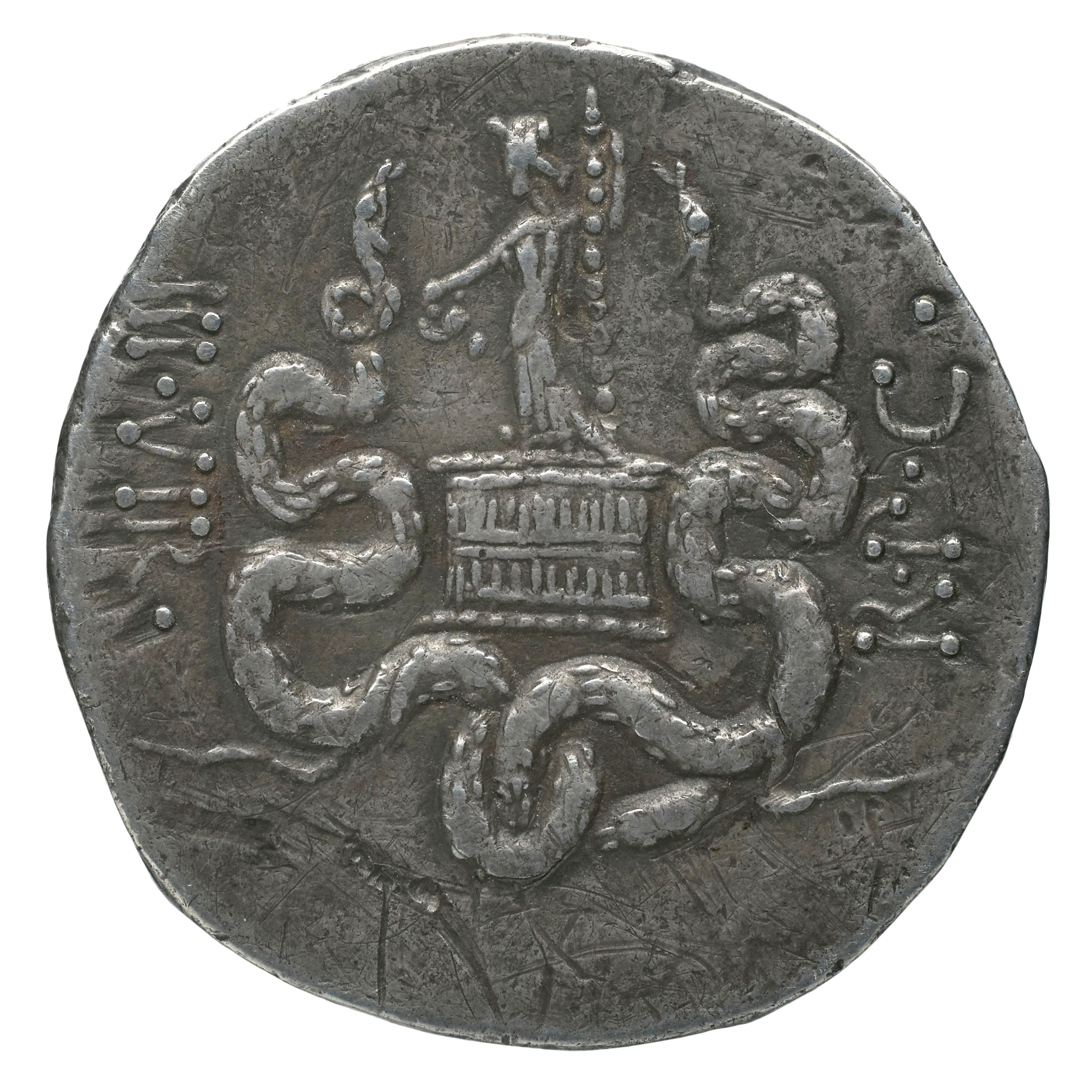
Revers d'un tétradrachme cistophore de -36. Bacchus, debout sur une ciste mystique, entouré de deux serpents trismégistes, tient un thyrse et un canthare.

### Livre II (542 vers)
Ce livre est consacré aux arbres, sous la protection de Bacchus, dieu de la croissance et de la fécondité. Signalant d'abord leur mode de reproduction naturel, il détaille ensuite le bouturage et le greffage — exemple parfait de la collaboration réussie entre la Nature et l'homme — et précise les terres qui leur conviennent. Parmi les cultures arbustives, celle de la vigne, exigeante, dont Virgile énumère seize cépages en détaillant leurs qualités, est la plus longuement développée (v. 259-419). Viennent ensuite (v. 420-457) le rustique olivier, dont le fruit « plait à la Paix » (placitam Paci), et les autres arbres, utiles, même les plus humbles, pour leurs fruits ou leur bois (pin, cèdre, saule, myrte, cornouiller, buis…). Cette longue énumération se termine par une mise en garde (v. 454-457) contre les « dons de Bacchus », qui « a dompté par la mort la fureur des Centaures » (furentis / Centauros leto domuit).
Apparemment moins structuré que les autres, le livre II est traité « sous la forme d'une effusion lyrique ». Son thème unique, semble-t-il, est celui d'une surabondance si foisonnante, que le poète se sent impuissant à la décrire. Il est ponctué par trois digressions, véritables hymnes à la joie : d'abord, un éloge solennel de l'Italie, sa patrie, (v. 136-176), suivi d'un éloge dithyrambique du printemps et du réveil de la nature (v. 323-345), et, en conclusion, un long hymne au bonheur et aux vertus de la vie paysanne (v. 458-542), « célébration, précise Philippe Heuzé, de la rencontre entre un mode de vie et la possibilité du bonheur humain », dont le début est particulièrement fameux :
| O fortunatos nimium sua si bona norint agricolas ! | O trop chanceux, s'ils savaient les biens qu'ils ont les paysans ! |

Le poète y insère une ardente prière aux Muses (v. 475-492), dans laquelle il leur déclare l'« immense amour » qu'il leur porte, :
| Me vero primum dulces ante omnia Musae quarum sacra fero ingenti percussus amore, accipiant caelique vias et sidera monstrent… | Pour moi, veuillent d'abord les Muses douces sur toutes choses dont je porte les signes sacrés et que j'aime d'un amour immense, m'accueillir et me montrer les routes du ciel et les astres… |

Le livre II déroule ainsi les éléments du bonheur que la Nature offre aux humbles paysans. Non la joie pure des philosophes, car la peine (le labor), et l'effort sont bien présents, mais un bonheur simple, qui a un triple caractère : le « doux » amour de la patrie où se mêle l'opulence de la terre, l'héroïsme des hommes et la vertu des citoyens ; la joie du printemps, de la fécondation universelle, des arbres qui relient la terre au ciel et au monde souterrain ; mais surtout ces « biens » inestimables que sont la vie au rythme des saisons, la chance de « pouvoir apprendre à connaître les causes » et de toucher au sacré, en respectant les divinités champêtres, loin des troubles politiques, « les lois de fer, les folies du forum ».

### Livre III (566 vers)

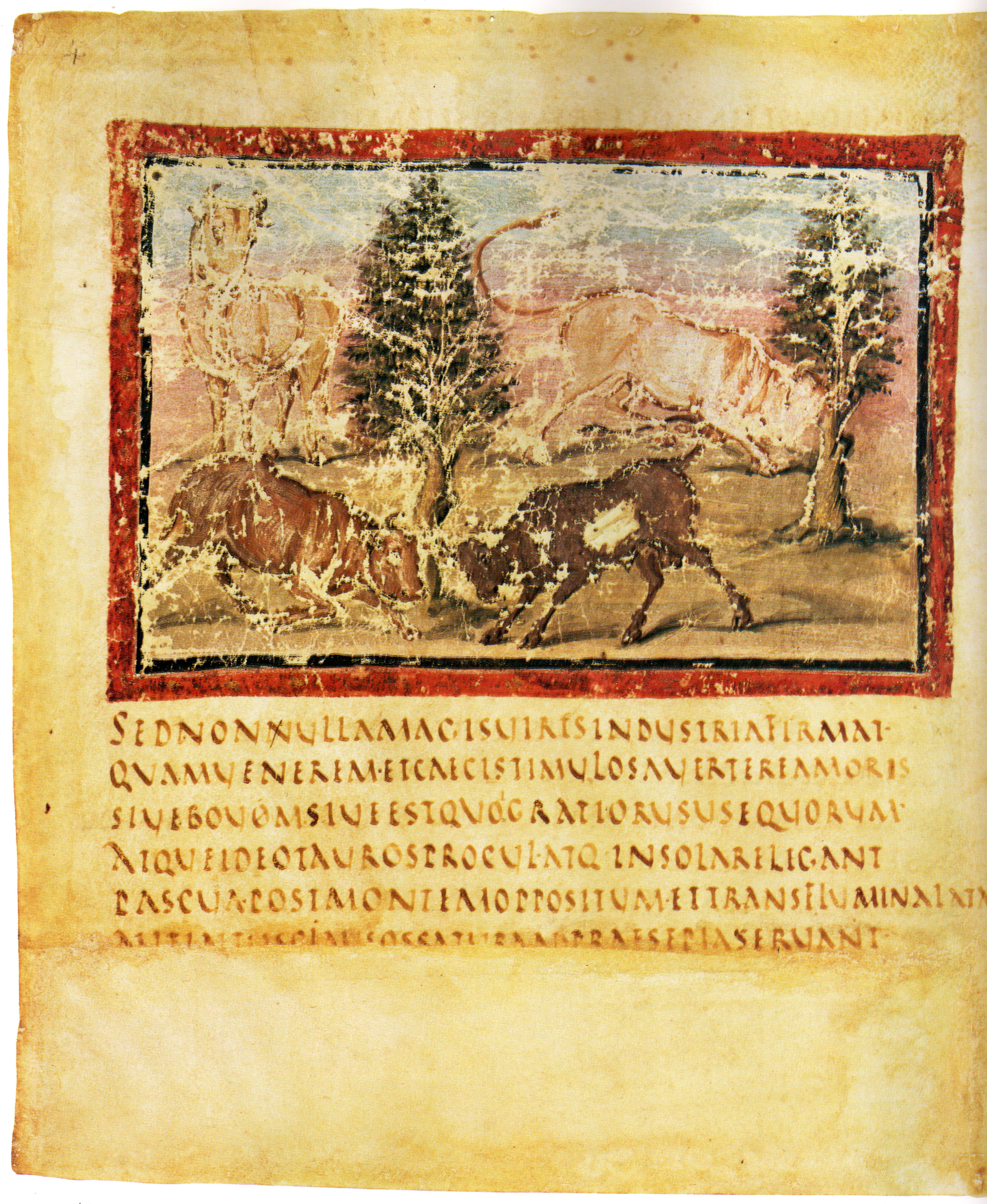
Folio 4v du Vergilius Vaticanus, illustration du livre III. Combat de taureaux et v. 209-214.

Introduit par un véritable prologue de 51 vers — une invocation à Palès, la déesse romaine des bergers, et au « berger des bords de l'Amphryse », puis une double adresse à Mécène et à César — il a pour thème l'élevage. Mais, à la différence des agronomes, Virgile ne se soucie guère de ses aspects économiques et ne s'occupe pas de tous les animaux domestiques (il ne cite ni les porcs, ni les bêtes de basse-cour).
Au-delà de l'élevage et du dressage, il s'intéresse aux liens entre les hommes et les animaux, sauvages et domestiques, soulignant la fraternité qui existe entre tous les êtres vivants, capables de communiquer, d'aimer, de souffrir, de mourir, ce que les stoïciens appelaient sympathie universelle.
Il est découpé en deux parts égales — la première (v. 1-283) traitant du gros bétail (bovins et chevaux), la seconde (v. 284-566) du petit bétail (brebis et chèvres), de leurs auxiliaires (les chiens), de leurs prédateurs (serpents, épidémies) — conclues chacune par un épisode brillant : le premier (v. 242-283) célébrant la puissance de l'amour, le second (v. 474-566), qui sert aussi de conclusion au livre entier, évoquant la mort à travers l'épizootie du Norique. La position symétrique du désir sexuel et de la mort (Éros et Thanatos) est traditionnelle.
La première partie, alternant les références au bœuf et au cheval, suit les étapes du développement des deux espèces — décrivant la génisse puis l'étalon — puis met l'accent sur les soins à donner aux animaux reproducteurs et décrit le patient dressage du bouvillon et du poulain. Virgile admire la beauté et la virtus des taureaux et cavales, mais son admiration va surtout aux fiers chevaux, élevés soit pour la course (la gloire) soit pour la guerre (l'honneur et le courage). L'épisode final, au-delà des amours animales, illustre une maxime qui concerne tous les vivants : amor omnibus idem (« l'amour est le même pour tous », v. 245), soulignant surtout ce que la passion amoureuse (durus amor) peut avoir de douloureux et de violent,.
La deuxième partie a une construction moins savante. Passant au petit bétail, Virgile évoque les soins que les divers peuples fournissent aux brebis dans la touffeur de l'été et le gel hivernal, pour profiter au mieux de leur laine et de leur lait, mais il a un faible pour les chèvres indépendantes et attirées par les hauteurs. Il poursuit par l'évocation des maladies, et de leurs soins, puis des prédateurs comme les serpents. Le livre s'achève sur la description apocalyptique de la « peste » qui, un automne, a exterminé non seulement les troupeaux mais toute la faune sauvage du Norique, soulignant l'injustice du sort réservé à des bêtes innocentes et mettant en question la Providence.

### Livre IV (566 vers)

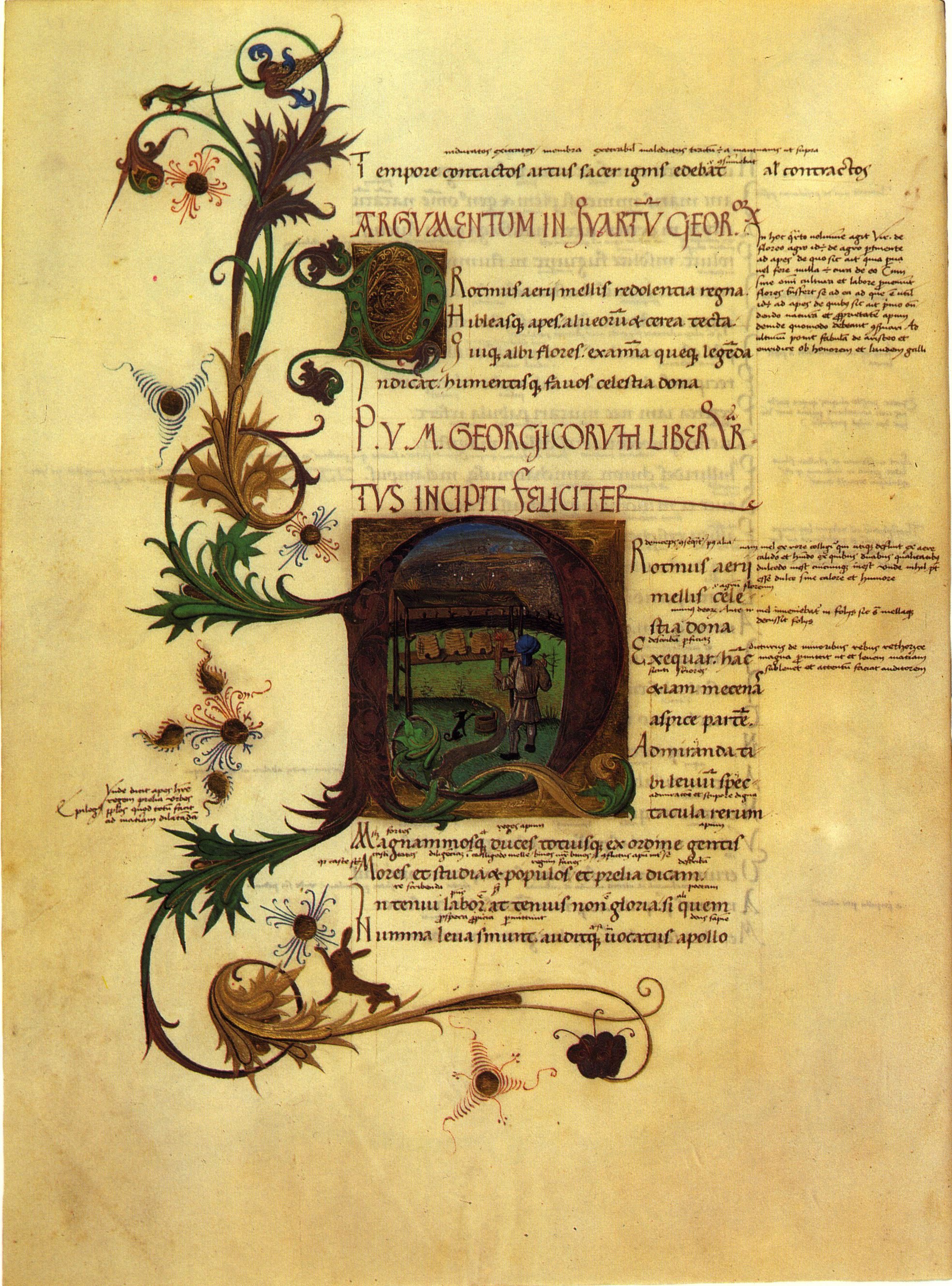
Illustration du début du livre IV des Géorgiques, Vaticanus Palatinus, lat. 1632, fol. 51v (1474).

Encadré par une introduction de 7 vers et une conclusion de longueur similaire (8 vers), il se compose de deux grandes parties à peu près égales, chaque moitié avec des subdivisions en correspondance avec celles de l'autre, selon une architecture à la fois simple et savante, qui contribue à la parfaite unité du livre entier.
S'adressant à nouveau à Mécène, Virgile annonce son sujet (v. 1-5) : « je vais chanter le miel aérien, présent céleste : de ce coté aussi porte tes regards. Je t'offrirai en de petits objets un spectacle admirable : je te dirai les chefs magnanimes, et dans la nation entière, en bon ordre, les mœurs, les passions, les peuples, les combats » ; ajoutant (v. 6-7) qu'il va sublimer cet humble sujet.
Première partie
Elle se compose de deux mouvements.
- Vers 8-148 : description des abeilles et de leur milieu de vie[62] ; choix de l'emplacement idéal du rucher, fabrication des ruches, observation de l'essaimage[N 30], sélection du meilleur « roi », celui qui « sera étincelant, tacheté d'or » (erit maculis auro squalentibus ardens, v. 91)[N 31]. L'épisode du « vieillard corycien » cultivant son jardin près du Galèse « sous les tours de l'acropole œbaldienne »[N 32], qui clôt ce passage (vers 125-148), permet d'introduire brièvement l'horticulture, qui fait l'objet d'un traitement spécifique chez les agronomes comme Varron ou Columelle. Sous l'apparence d'une digression, ce récit présente l'idéal de l'auteur : il n'est pas favorable aux grands domaines, préférant le « jardin des abeilles », exploitation à taille humaine, qui permet de trouver le bonheur, dans une vie pauvre peut-être et laborieuse, mais naturelle, équilibrée et sereine[64].
- Vers 149-280 : amplification et spiritualisation du premier mouvement, car les abeilles, qui « ont nourri le roi du ciel dans l'antre de Dicté », sont porteuses de parcelles divines. De façon très anthropomorphique sont présentées les conditions de vie, dans la ruche/cité, de cette collectivité laborieuse, vertueuse et chaste[N 33], humble et héroïque, dévouée à son roi et à sa patrie. Les abeilles sont menacées de mort si elles piquent, ont froid, sont attaquées par des ennemis, des maladies, une épidémie, mais des remèdes adaptés sont chaque fois proposés[65]. À travers elles, Virgile médite sur la situation de la Rome contemporaine, le comportement de ses chefs et l'amorce de la monarchie[62].

Deuxième partie

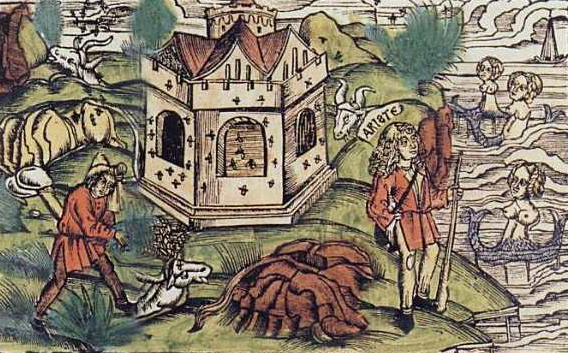
Organisation de la bugonia par Aristée. Illustration des Géorgiques. Lyon, 1517.

À travers le mythe du « Maître arcadien », elle présente une réflexion sur la mort et la renaissance, matériellement, pour les abeilles, par la technique de la bougonia, et symboliquement pour Rome — dont le poète espère qu'Octave va la régénérer — à travers le sacrifice expiatoire d'Aristée.
- Vers 281-424 : deuil d'Aristée. Après une rapide présentation (v. 281-314) du procédé utilisé jadis en Égypte pour ressusciter les abeilles — la bougonia — vient l'histoire du berger Aristée, le premier à l'avoir utilisé. Pleurant la mort brutale de ses abeilles, il va se plaindre à sa mère, la nymphe Cyrène, qui l'envoie consulter le dieu des métamorphoses, Protée.
- Vers 425-558 : restauration de l'essaim. Ses sortilèges neutralisés, Protée accepte de parler (v. 453-527) : révélant à Aristée que la destruction de ses abeilles est le châtiment suscité par Orphée pour la mort d'Eurydice, il raconte sa descente aux Enfers[N 35], son imprudence, son deuil inconsolable, sa mort. Cyrène explique alors à son fils les rituels à suivre pour obtenir le pardon des nymphes des bois, compagnes d'Eurydice, et celui des mânes d'Orphée (v. 528-553). Ceux-ci accomplis, il vit s'échapper des cadavres de bovins en décomposition des nuées d'abeilles : après la souffrance et la mort renaît l'espérance[69].

La conclusion du dernier livre (vers 559-566) sert de conclusion d'ensemble aux Géorgiques. Virgile y signe son nom (vers 563). Le dernier vers : « Tityre, te patulae cecini sub tegmine fagi » (Tityre, je t'ai chanté sous le vaste couvert d'un hêtre) est une citation presque exacte du premier vers de la première Bucolique : « Tityre, tu patulae recubans sub tegmine fagi » (Toi, Tityre, étendu sous le vaste couvert d'un hêtre), ce qui crée un lien entre ces deux œuvres, soulignant, dans l'esprit de leur auteur, leur profonde unité.

## Les connaissances agricoles

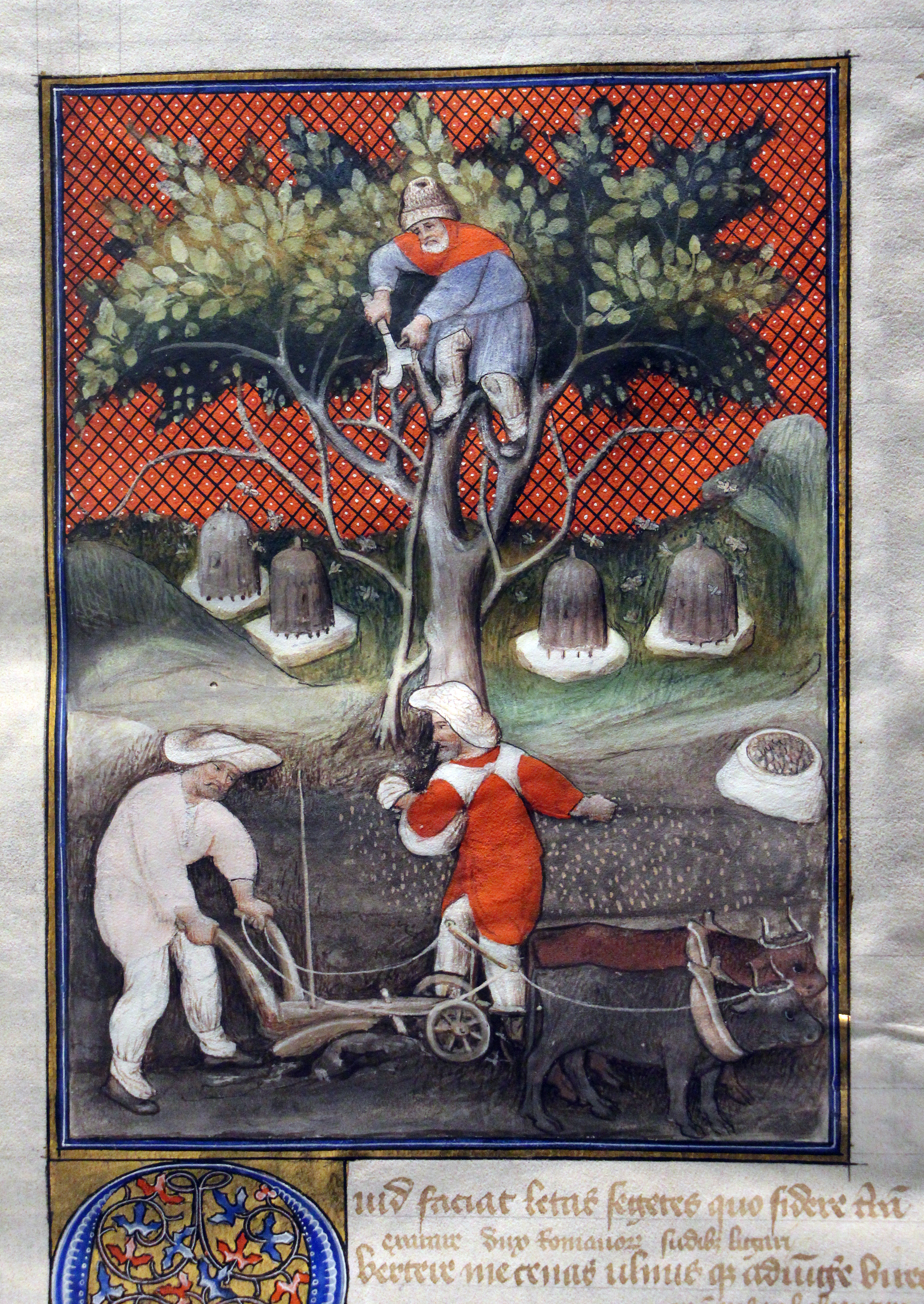
Détail d'un manuscrit enluminé à Paris en 1403, miniature au début des Géorgiques (Pal. 69, f. 18, Bibliothèque Laurentienne).
On peut lire les deux premiers vers : Quid faciat l[a]etas segetes quo sidere t[er]ra[m] / vertere Mecenas ulmisq[ue] adiu[n]g[er]e vites.

Les Géorgiques se présentent comme un poème didactique, un traité d'agriculture. Virgile s'est donc solidement documenté.

### Les sources

#### Les auteurs anciens
Il avait à sa disposition un certain nombre d'ouvrages en grec : ceux concernant l'agriculture, comme Les Travaux et les Jours d'Hésiode, les Géorgiques de Diophane de Nicée, mais aussi l'astronomie (les Phénomènes d'Aratos de Soles, les ouvrages d'Ératosthène), la médecine (les Thériaques de Nicandre de Colophon), les travaux sur les plantes de Théophraste, et sur les animaux d'Aristote, dont il s'inspire souvent, tout en se montrant plus intéressé par la pratique que lui, ainsi que des traductions de l'Encyclopédie agricole de Magon le Carthaginois.
Parmi les auteurs latins, il pouvait consulter le De agri cultura de Caton l'Ancien, mais Virgile, au rebours des agronomes passés ou contemporains, n'est pas favorable aux grandes exploitations dotées de nombreux esclaves, il le dit lui-même au livre II, v. 412-413 : « Célèbre les vastes domaines, mais cultive un petit » (Laudato ingentia rura / exiguum colito). Alain Michel pense en outre cet ouvrage trop ancien pour son propos, trouvant plus vraisemblable « qu'il ait cherché l'état actuel de la pensée latine chez les auteurs les plus récents et les plus proches de lui », comme Varron de l'Atax (les Phénomènes) ou Cicéron (qui évoque les plaisirs bucoliques de l'agriculture et de la viticulture dans le Cato Maior de Senectute).

#### Les contemporains
Il connaissait Hygin, auteur de traités d'agriculture (De agricultura), d'apiculture (De apibus) et d'astronomie (De astronomia).
Quant au Res rusticae de Varron de Réate qui vient de paraître lorsqu'il commence à écrire les Géorgiques — et se présente sous forme de dialogues entre spécialistes de diverses branches de l'agriculture —, il a pu en connaître directement les protagonistes. Il en reprend le plan mais écrit plus en poète qu'en technicien, se refusant à ne traiter que de l'efficacité et de l'utilité, sans tomber dans l'idéalisation comme le feront plus tard les néo-classiques : il n'hésite pas à parler de « gras fumier » (fimo pingui),, de pourriture, de maladies, mais ne s'intéresse qu'aux animaux « nobles », bovins et équidés, alors que Varron parle aussi de la basse-cour et des porcs, « avec gourmandise », souligne Alain Michel.
Compte-tenu de la quantité et la variété des sources auxquelles il avait potentiellement accès mais dont la plupart ont aujourd'hui disparu, il n'est pas possible de dire s'il a toujours eu le souci de l'exactitude ; mais il est certain qu'il a dû plus souvent élaguer que broder et « il est presque toujours possible d'établir qu'il a fidèlement reproduit la doctrine scientifique de son temps ». D'ailleurs, Columelle, dans le tome IX de son traité d'agriculture, consacré à l'apiculture, s'appuie explicitement sur Virgile, dont il reprend en grande partie ce qu'il dit des abeilles. Pline aussi, dans Naturalis Historia, parue en 77, se réfère souvent à Virgile, dont il allègue ou discute les affirmations.

### Place et rôle de l'astrologie
La vision du monde qui prévalait à l'époque de Virgile intégrait spontanément les concepts de l'astrologie : cette « science » faisait partie de la tradition savante, au même titre que l'astronomie, l'alchimie, la météorologie, la médecine et la pensée métaphysique, et en étroite relation avec elles. Les néo-pythagoriciens en étaient férus et l'on connaît l'influence du milieu pythagoricien sur la pensée de Virgile. Il avait étudié l'astrologie scientifique (la mathematica), dès sa jeunesse, si l'on en croit son biographe Donat, et dans les Géorgiques il se montre à la fois connaisseur et passionné d'astrologie.
Au temps de Virgile il semble qu'une certaine confusion ait régné parmi les non-spécialistes, qui confondaient la constellation du Scorpion avec la suivante, appelée les Pinces (Chelae), ce qui suggérait qu'il n'y avait que onze signes dans le zodiaque. L'adoption d'un nouveau nom, « La Balance », par les érudits romains a été exploitée par Virgile qui comme l'empereur Octave, né le 23 (ou 22) septembre 63 av. J.-C., est natif de la Balance. Virgile y fait très précisément allusion dans le prologue des Géorgiques (livre 1, v. 24 à 40) : la louange d'Octave commence par l'évocation de sa prochaine immortalité astrale (« toi, César, qui dois un jour siéger dans les assemblées des dieux »), et se poursuit par l'association de la divinisation d'Octave avec le signe de la Balance.
La suite du livre premier est consacrée pour une grande part (à partir du vers 204) à l'observation des astres et à l'interprétation des signes du ciel — puisque l'abondance ou la ruine des récoltes, la prospérité ou la mort des troupeaux dépendra de son exactitude — mais aussi à la divination et l'étude des présages, ce qui relève d'une astrologie « prédictionnelle ». Ces deux domaines sont inséparables pour Virgile, qui ne fait pas de distinction entre les signes annonciateurs de beau ou de mauvais temps (v. 424-437) et les prodiges annonçant la guerre civile à la mort de César (v. 464-497), car cela relève pour lui d'un même système relationnel dans lequel l'homme est intégré. Pour vivre authentiquement il faut être capable de lire les signes qu'envoie l'univers, donc l'astrologie est aussi utile à faire pousser les plantes nécessaires à notre survie qu'à trouver le sens véritable de l'existence, tant matérielle que spirituelle, des êtres vivants.
Dans le livre IV sa pensée devient plus métaphysique, voire mystique : il rappelle que les abeilles « avaient en elles une parcelle de l'intelligence divine » (partem divinæ mentis), et ajoute que tout être vivant emprunte en naissant les subtils éléments de la vie à ce principe divin auquel il retournera naturellement après sa dissolution.

### Compétences et limites

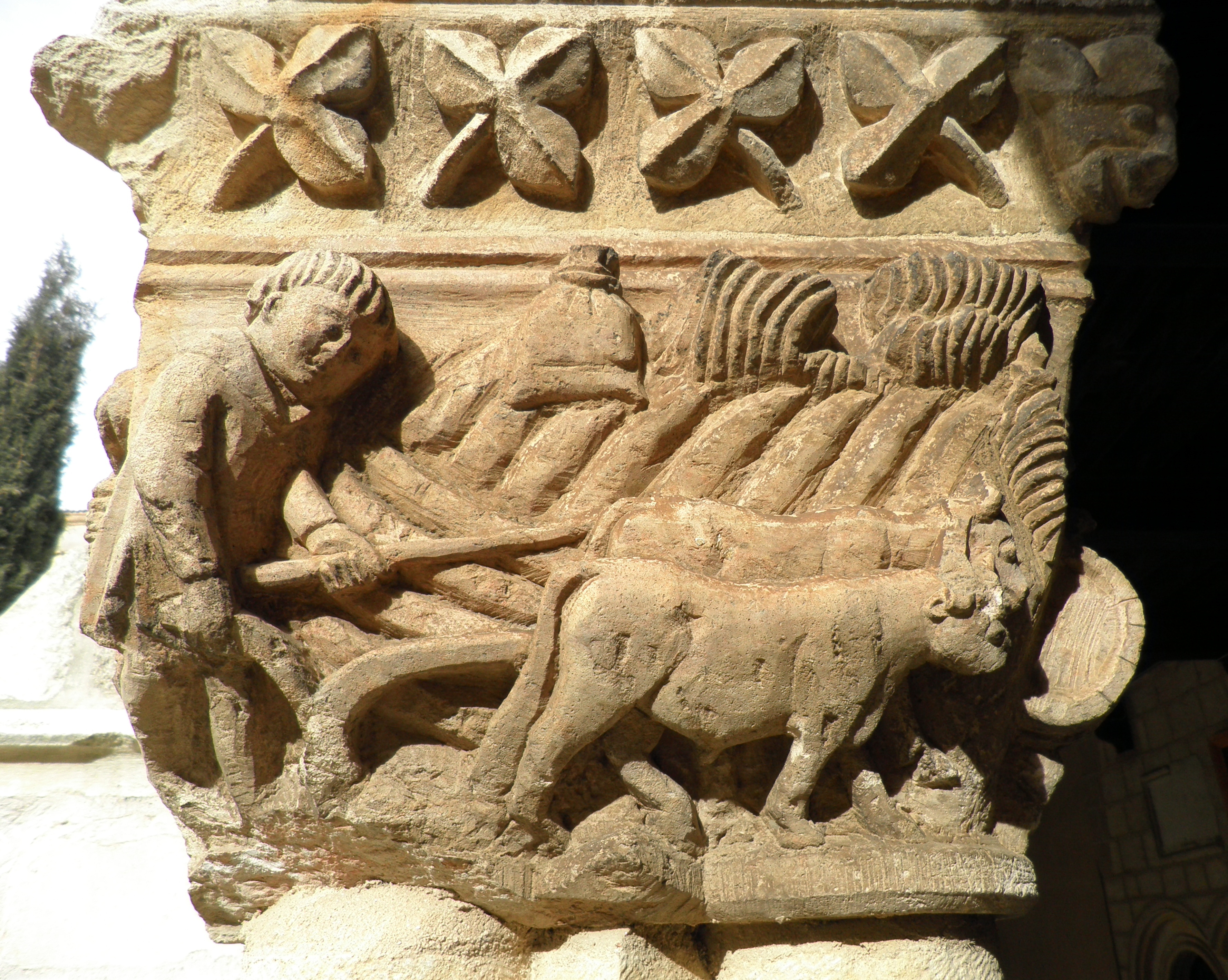
Labourage avec une « araire incurvée, à l'age courbé » (chapiteau du cloitre de l'église-monastère de Santa María la Real de Nieva, Espagne).

Virgile a manifestement des connaissances vastes et précises, mais dans l'ensemble, ses indications techniques sur l'agriculture et l'élevage des troupeaux sont trop incomplètes et dispersées pour être utiles à un agriculteur. Ses lecteurs ne sont d'ailleurs pas les paysans, mais ces riches citadins cultivés qui vivent une partie de l'année sur leurs terres, pour leur faire estimer la campagne, et prendre conscience de la précarité de la vie des paysans.
Dans le premier livre (v. 160-175), il emprunte à Varron le vocabulaire technique pour décrire les outils du paysan : tribula, des planches hérissées de pointes pour séparer le grain de l'épi, trahea, sorte de traineau pour fouler le blé sur l'aire, rastri, les houes. Sa célèbre description de l'araire, rapide et précise, doit beaucoup à Hésiode, mais celle qu'il présente est plus perfectionnée. C'est l'araire « rapide » (aratrum auritum) italique, avec ses orillons à l'arrière du soc pour rejeter la terre de part et d'autre, son age courbe et son sep divisé à la partie postérieure.
Au début du livre II (v. 22-82) Virgile évoque le bouturage et la greffe, qui lui semble la parfaite illustration de la nécessaire collaboration de l'homme et de la nature pour que les propositions de celle-ci trouvent leur achèvement, admirant les « invraisemblables merveilles de la greffe » qui semble permettre de croiser des espèces sans tenir compte de leurs affinités. Il poursuit son exposé par une liste d'innombrables cépages et les soins méticuleux que réclame la vigne, l'indispensable taille pour « réprimer les rameaux mal disciplinés » (v. 367-370), car sans la taille, la luxuriance des jeunes pousses les ferait retourner au chaos, à l'état sauvage. Mais son paysan a aussi recours au tressage, au tuteurage « pour que les ceps s'habituent à s'élever jusqu'au sommet des ormes » (v. 359-360), « guidages » comparables au dressage des animaux.
Selon Donat, il avait fait des études de médecine et de mathématiques, et, chez les Anciens, il avait la réputation d'avoir reçu une formation de vétérinaire. Il s'y connait visiblement en chevaux, même s'il parle plus en poète qu'en savant des « cavales engrossées par le vent » (conjugiis ventos gravidae). Sa compétence médicale et ses limites apparaissent dans sa description de l'épizootie du Norique qui conclut le livre III. Bien qu'elle s'inspire beaucoup de la peste d'Athènes relatée par Lucrèce à la fin du De natura rerum (VI, v. 1138-1286), il y montre non des hommes, mais des animaux victimes de maladies. Déchiré entre sa foi en une Providence et la réalité du mal, il accuse les dieux de les avoir laissés souffrir, alors qu'ils sont innocents. En ne décrivant pas une maladie épidémique, mais des animaux frappés simultanément de diverses sortes de maux en fonction de leurs espèces, il pose le problème du mal en général.
Quant à ses lacunes, il les assume :
| Non ego cuncta meis amplecti versibus opto non, mihi si linguae centum sint oraque centum ferrea vox. | Non, je ne cherche pas, avec mes poèmes, à tout dire. non, aurais-je même cent langues, cent bouches et une voix de fer. |

ou il les justifie avec un peu d'humour, voire une certaine coquetterie :
| Verum haec ipse equidem spatiis exclusus iniquis praetereo atque aliis post me memoranda relinquo. | Mais, moi, je passe ce sujet par manque de place aussi j'abandonne à d'autres le soin de le rappeler. |

Sa principale lacune, qu'il partage avec les autres auteurs antiques, concerne la reproduction des abeilles. S'il présente correctement les règles de l'apiculture et le travail des ouvrières, il ignore tout du processus d'élaboration du miel, du vol nuptial de la reine et de la raison d'être de l'essaimage. Guidé par les préjugés politiques et sociaux de son temps, il croit que les ruches sont dirigées par un roi, faisant de la colonie d'abeilles une sorte de communisme monarchique.

## Étude littéraire
« Les Géorgiques est un livre à la fois didactique et contemplatif, dans lequel Virgile essaie d'inventer un univers littéraire propre, qui dépasse le stade du conseil » explique Frédéric Boyer. Il y pousse à la perfection le principe de l'adéquation entre le fond et la forme, créant un modèle fondateur qui va devenir pendant des siècles une référence.
Dans sa Vie de Virgile, Donat décrit le processus de création artistique à l'œuvre dans les Géorgiques : « il avait coutume, chaque jour, de dicter beaucoup de vers qu'il avait médités le matin et, en les reprenant durant la journée, de les condenser en un très petit nombre, disant, non sans raison, qu'il enfantait son poème à la manière d'une ourse, et qu'il lui donnait sa forme dernière en le lèchant ». C'est un phénomène de sublimation, qui fait de la poésie un élixir. Il y a là toute une alchimie de la mémoire et de l'écriture, reposant sur une savante utilisation des rythmes et du vocabulaire pour conférer aux mots épaisseur, pouvoir évocateur, charge, d'abord dans la contrainte formelle du vers scandé puis au niveau de la structure même du poème.

### L'art poétique virgilien
La poésie antique utilise une métrique quantitative, qui joue sur l'alternance de syllabes brèves ou légères (U) et de syllabes longues ou lourdes (–).

#### Maitrise de la versification
Virgile n'emploie que le très formel hexamètre dactylique, le vers épique homérique qu'Ennius (239 – 169 av. J.-C.), le « père de la poésie latine », a « acclimaté » à la poésie en latin. Maitriser l'hexamètre dactylique requiert une grande virtuosité, car, trop exigeant en syllabes brèves, il est mal adapté à la langue latine.
Lucrèce, dans son De rerum natura, l'a utilisé avec « beaucoup d'éclats de génie et beaucoup d'art », faisant de sa traduction d'Épicure, un « beau poème scientifique », cosmique et épique.
Mais Virgile dépasse Lucrèce. Maitrisant parfaitement l'hexamètre, il le décline dans les registres les plus variés et utilise finement ses contraintes pour créer une polyphonie complexe qui structure toute l'architecture du poème. Sa technique de composition évite à ce long poème la lourdeur de l'exposé didactique en jouant sur les rappels, les échos, les allusions, les symétries, les correspondances entre tonalités, rythmes et climats affectifs, sans jamais céder à la tentation d'être agréable. « À l'exemple de Lucrèce, mais en conjurant avec un art supérieur les périls et les pièges du prosaïsme », explique Roger Lesueur, il entremêle habilement conseils, descriptions, tableaux, exposés, échappées lyriques (comme dans l'épilogue du livre II), voire confidences (comme dans le prologue du livre III). En accumulant « avec une attention extrême et bienveillante aux détails » les digressions, minuscules fragments descriptifs insérés au milieu de considérations techniques, Virgile crée « un art poétique du discontinu », renchérit Frédéric Boyer : « Affirmant ainsi l'unité du poème par le détail et le multiple [il invente] une nouvelle façon de chanter et de rythmer le mètre épique ». Et son « souci artistique délibéré d'effleurer seulement les choses » lui permet de dominer « avec une aisance souveraine une matière ingrate et difficile ».

#### Larecitatio

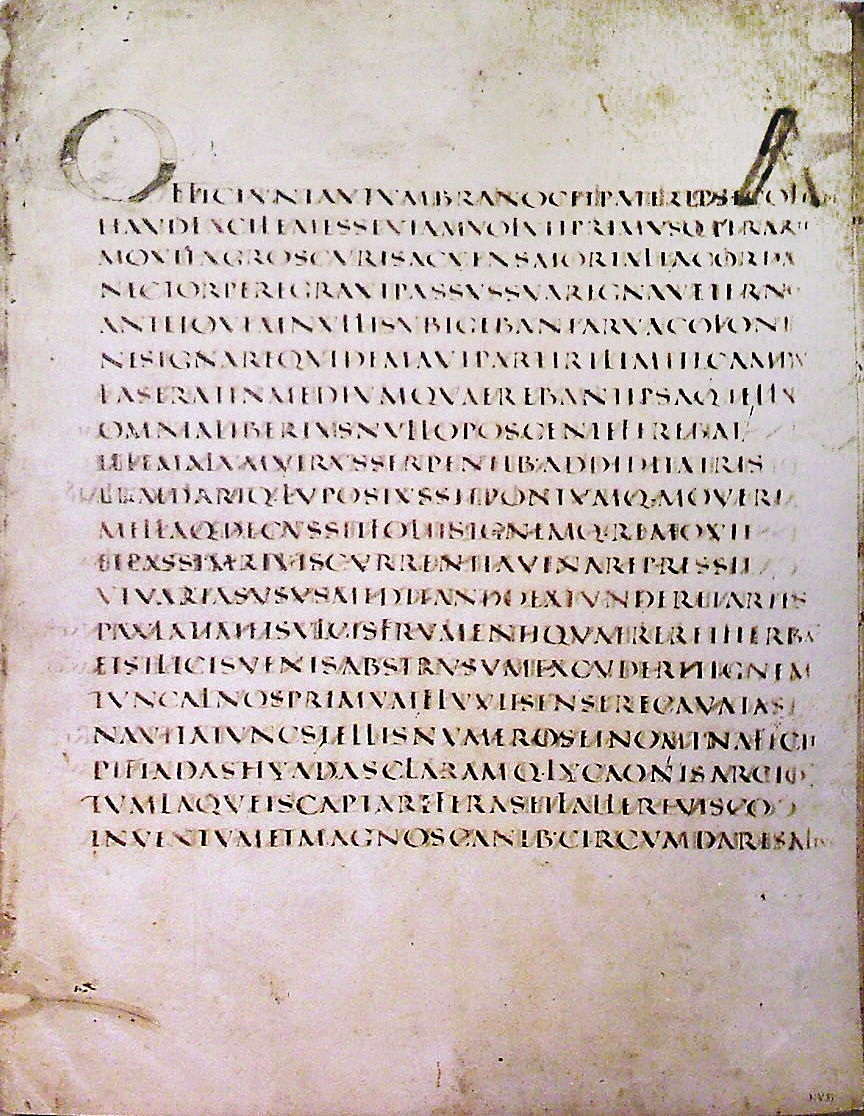
Recto d'un feuillet du Vergilius Augusteus (Cod. Vat. Lat. 3256), Géorgiques I, v. 121-140, en Scriptio continua quadrata.

On ne pratiquait pas la lecture silencieuse à l'époque de Virgile : les manuscrits anciens sont écrits en scriptio continua, sans espaces entre les mots ni ponctuation, et nécessitent donc d'être oralisés pour être intelligibles.
« Dans une culture où la déclamation et la récitation [sont] au cœur de l'enseignement et de la vie publique », le poème est essentiellement un carmen — « chant et envoutement à la fois » — un texte fait pour être psalmodié, déclamé. Pour scander correctement, il faut non seulement tenir compte de la quantité des syllabes mais aussi de la place de la ou des césures et des élisions.
Les commentaires antiques insistent d'ailleurs tous sur la nécessité de bien scander pour exprimer toute la musicalité du vers, de découper le texte en unités de sens, la distinctio, sorte de ponctuation orale plus ou moins longue. Virgile était réputé déclamer ses œuvres « avec une douceur et une séduction absolument étonnantes ».

#### La poésie desGéorgiques
Le terme qui qualifie la poésie de Virgile depuis l'Antiquité est « suavitas » (« grâce »). Dans son Virgile, Sainte-Beuve évoquait sa « calme et puissante douceur », ajoutant qu'il allait « au grand sous un voile de douceur ».
Temporellement les Géorgiques sont régies par le déroulement des saisons et les révolutions du Zodiaque : « l'année se déroule sur elle-même en marchant sur ses traces » (II, 402). Mais Virgile y exprime une mélancolie devant la fuite du temps fort admirée par Chateaubriand : « C'est le destin, toute chose court au pire, se corrompt et décroit » (I, v. 200) ; « Le temps s'enfuit, le temps irréparable » (III, v. 285). Sentimentalement elles sont baignées par la nostalgie diffuse de sa terre natale, « Mantoue l'infortunée qui nourrit les cygnes de neige dans l'onde et les roseaux » (« qualem infelix Mantua campum / pascentem niveos herboso flumine cycnos »).
Confronté au problème du Mal et de la souffrance à l'œuvre dans le monde et dans l'histoire, Virgile montre sa compassion. Il se plaint dans le livre premier que « la charrue n'[ait] plus les honneurs qu'elle mérite » et que « les faux recourbées [soient] fondues pour devenir épées rigides » (v. 506-507). Il oppose dans le livre II les « vraies valeurs » de la campagne, en harmonie avec la nature, aux fausses valeurs de la vie urbaine. Et si cette opposition est aujourd'hui devenue un lieu commun, c'est justement parce que Virgile l'a si magnifiquement mise en scène.
Dans cette poésie de la nature, l'affection et la chaleur humaine animent et humanisent l'univers végétal et animal. Ses paysages sont des états d'âme où se manifestent émotion, lyrisme contenu, mais aussi envol épique pour décrire, par exemple, le spectacle terrifiant des orages et des tempêtes. Passant avec une facilité déconcertante de la grandeur de quelque chose à sa petitesse, chez lui le sublime se joint à la plus grande simplicité.
L'expression qu'il utilise au début du livre IV : « mince est la matière, mais pas mince la gloire » (« In tenui labor ; ad tenuis non gloria ») pourrait qualifier tout le poème : comme il a glorifié le travail de l'humble paysan, Virgile contemple celui de l'insecte minuscule et fait l'expérience de la grandeur, qui se trouve autant dans l'humilité du travail agricole et la petitesse de l'insecte que dans l'infini cosmique.
Jacques Perret compare le livre IV à une « architecture lumineuse presque immatérielle » de temple grec et le livre III à « quelqu'une de ces fugues pour orgue où Bach semble avoir fait mugir toutes les grandes voix de la création ». La musicalité et l'harmonie des vers ne sont jamais aussi grandes que lorsque Virgile est profondément ému, comme dans les dernières paroles d'Eurydice.
| Illa : « Quis et me » inquit « miseram et te perdidit, Orpheu, quis tantus furor ? En iterum crudelia retro fata vocant conditque natantia lumina somnus. jamque vale : feror ingenti circumdata nocte invalidasque tibi tendens, heu ! non tua, palmas. » | Et elle : Qui nous a perdus, dit-elle, moi, pauvre malheureuse, et toi, Orphée ? pourquoi une telle folie ? les destins cruels me rappellent en arrière et mes yeux se ferment, noyés dans le sommeil. adieu maintenant ! une immense nuit m'enveloppe et m'emporte et vers toi je tends, moi qui ne suis plus tienne, hélas ! mes paumes impuissantes. |

### Analyse de l'œuvre
Pour Joël Thomas, « on ne saurait comprendre les Géorgiques sans les envisager dans la continuité d'une œuvre » commencée avec les Bucoliques et dont l'Énéide est l'aboutissement : de la nostalgie d'une Arcadie heureuse à la refondation attendue de Rome — à travers le récit de la trajectoire héroïque d'Énée, l'exilé en quête d'une Terre promise, qui va faire refleurir en terre italienne les ferments de vie sauvés de l'incendie de Troie — grâce à l'enracinement dans le présent de la « terre de Saturne » (« Saturnia tellus). Virgile a donc très tôt le pressentiment de ce que sera à terme son œuvre dans son unité. D'ailleurs, les commentateurs anciens ont toujours considéré les trois poèmes comme faisant un tout ; les manuscrits, dès les plus anciens codices connus, contiennent l'ensemble. Et, de même que Virgile a explicitement lié les Bucoliques et les Géorgiques dans la conclusion de ces dernières, il existe une tradition, signalée par Donat — reprenant le grammairien Nisus « rapportant ce qu'il avait entendu dire à des Anciens » — et confirmée par Servius, qui affirme que l'Énéide commençait initialement par quatre vers qui la reliaient aux ouvrages précédents :
| Ille ego, qui quondam gracili modulatus avena carmen et eggressus silvis vicina coegi ut quamvis avido parerent arva colono gratum opus agricolis, at nunc horrentia Martis Arma virumque cano… | Moi qui ai un jour modulé mon chant sur un frêle roseau et qui, sorti des lieux boisés, ai contraint les champs voisins à obéir aux exigences des fermiers, ouvrage agréable aux paysans, maintenant, de Mars les effrayantes [armes je chante et l'homme…]. |

Cet incipit, qui constitue une signature — une sphragis « sans modestie » —, montre une montée en palier de l'aimable pastorale aux « effrayantes armes de Mars ». Est-il de Virgile ? Et si oui, est-ce une ébauche ou un choix définitif ? Il aura été jugé superflu et supprimé par Varius et Plotius Tucca, qu'Auguste avait chargés d'« amender le texte de l'Énéide et de l'éditer », en -27, deux ans après la mort de Virgile,.

#### Une œuvre «totale»

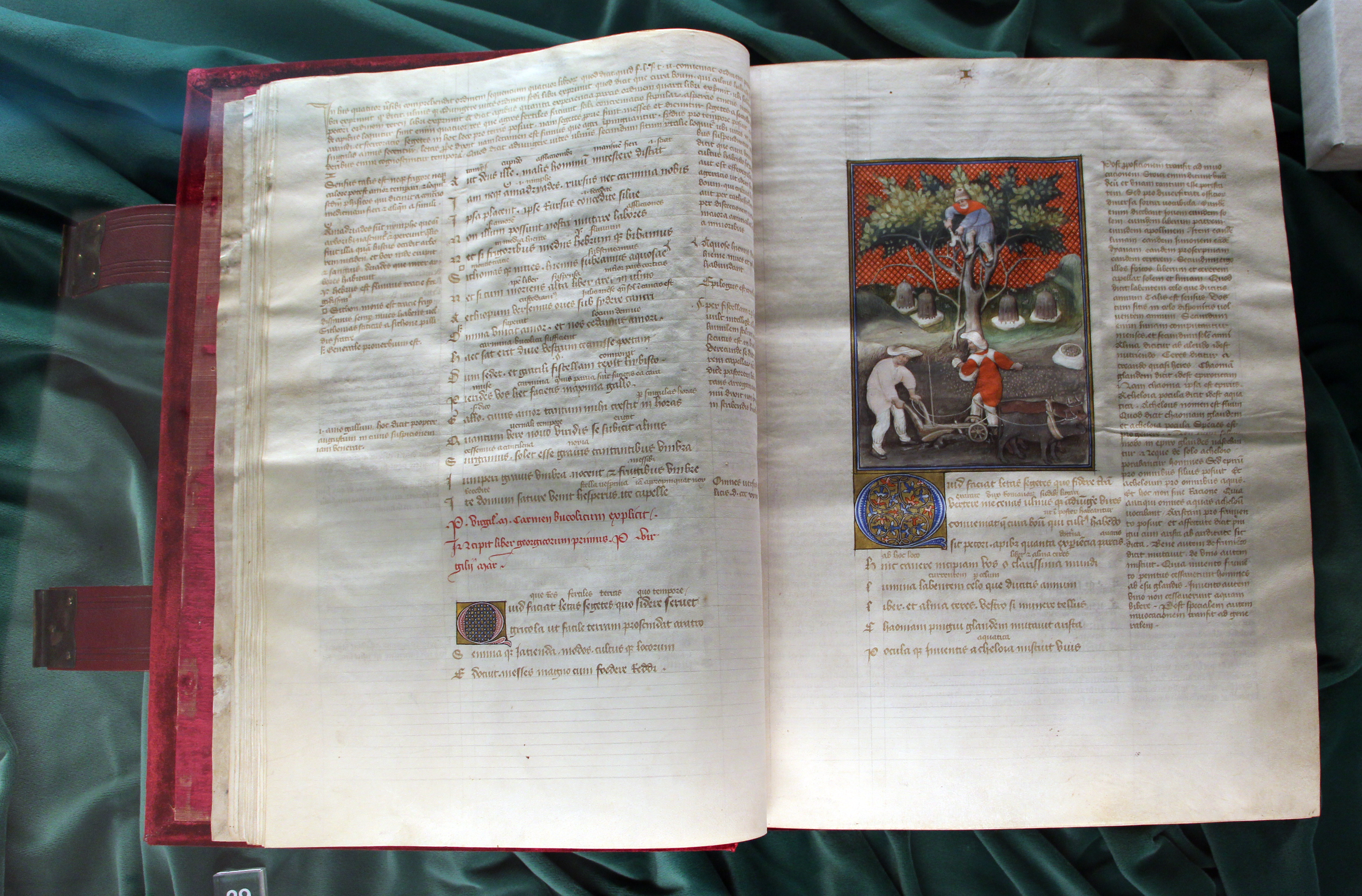
Manuscrit des Œuvres de Virgile annotées et commentées en marge, réalisé à Paris, en 1403 (Pal. 69, f. 17-18, Bibliothèque Laurentienne).

Techniquement, les Bucoliques, les Géorgiques et l'Énéide exploitent successivement les trois « styles » de l'hexamètre : « léger » (tenuis), bien adapté à l'églogue, « moyen » (moderatus) pour les Géorgiques, et « élevé » (gravis) pour l'Énéide. Mais s'en tenir à une simple analyse diachronique, comme le fait Jean de Garlande au XIIIe siècle, est trop schématique et réducteur. Le poète lui-même, attiré par la poésie épique avant même d'écrire les Bucoliques — si l'on en croit les commentateurs et auteurs de Vies de Virgile —, a très tôt souligné son désir de chanter les grands sujets, et toujours refusé de s'enfermer dans un genre, comme il le dit très clairement à plusieurs reprises.
D'abord au début de la IVe églogue : « Sicelides Musae, paulo majora canamus » ( Muses de Sicile, élevons un peu la voix) ;
puis deux fois dans le livre III des Géorgiques : aux vers 8-9, « …Temptanda via est, qua me quoque possim tollere humo victorque virum volitare per ora »
(Il me faut tenter une voie par où je puisse moi aussi m'élever de terre et faire voler mon nom victorieux de bouche en bouche parmi les hommes) et aux vers 292-293,
« ….Juvat ire jugis, qua nulla priorum Castaliam molli devertitur orbita clivo » (Il me plaît d'aller sur les cimes où jusqu'ici aucune roue n'a laissé sa trace sur la pente douce qui descend à Castalie), sans compter la longue description du temple qu'il veut construire et orner, et du triomphe qu'il envisage d'organiser pour Octave/César sacralisé, allégorie de son œuvre et sorte d'esquisse du projet de l'Énéide, des vers 16 à 48.
Pour Joël Thomas, Virgile est le seul poète latin à avoir su vraiment « allier de façon harmonieuse la coexistence du chant national et du chant de l'intimité », à avoir, en particulier dans les Géorgiques, fondu le didactique, l'épique et l'élégiaque dans une réalité poétique unique et plus complexe ; aux frontières des genres, explorant poétiquement la relation de l'homme au monde et à la nature, ajoute Frédéric Boyer. Il montre une attention extrême et bienveillante aux détails, ponctuant de brefs fragments descriptifs les considérations techniques (ce qui relève de l'hypotypose), admirant par exemple l'âne au pas lent qui revient lourdement chargé de la ville, ou la minuscule fourmi qui ramène ses œufs tous les soirs par la même petite route perdue.
Dans les Géorgiques, donc, « le sublime va s'accomplir dans la petitesse, en particulier à travers le mythe des abeilles » dont Virgile compare l'activité fiévreuse aux efforts gigantesques des Cyclopes et les querelles lilliputiennes aux combats des armées romaines, perfectionnant un genre littéraire aimé des poètes alexandrins, l'ekphrasis, sur un mode héroï-comique et avec un certain humour, puisqu'il ajoute « s'il est permis de comparer le petit au grand » (si parva licet componere magnis).
Aussi, pour Alain Michel, les Géorgiques sont-elles probablement le chef-d'œuvre de Virgile, car le poème y rassemble toutes les formes de son talent et de son inspiration : depuis la tradition pastorale des Bucoliques, jusqu'aux accents épiques qui préfigurent l'Énéide. À la fois écho d'Hésiode et annonce des Métamorphoses d'Ovide, il fait le lien entre la poésie grecque la plus antique et la tradition « moderne », c'est-à-dire celle de son temps, soit la fin de l'époque hellénistique et le début de l'empire romain, donnant à la « grande » poésie en langue latine un éclat inégalé. Œuvre « totale », elle marie poésie et didactisme, subjectivité des sentiments et expression objective, réflexion philosophique et inspiration religieuse.

#### Programme desGéorgiques
« Les Géorgiques sont le poème de l'homme au travail dans le monde », mais moins l'éloge du travail, qui est présenté comme une nécessité pénible, que celui du « souci des choses, des temps, des êtres, des territoires ».

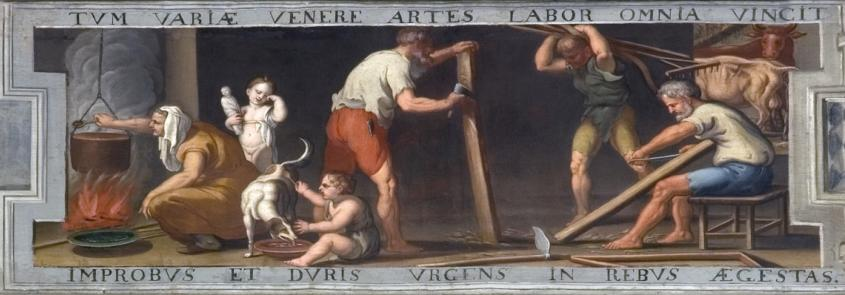
Fresque de Jerzy Siemiginowski-Eleuter, fin XVIIe siècle, Palais de Wilanów (Pologne), illustrant le livre premier : préparation des outils agricoles.

Alors que le petit monde pastoral des Bucoliques est clos sur lui-même, les bergers de l'Arcadie vivant dans une sorte de bulle, protégés tant bien que mal, mais toujours menacés d'être écrasés par la résistance du monde et voulant avant tout ignorer sa dure réalité, les Géorgiques s'ouvrent à des préoccupations sociales, proposant de construire un nouvel espace : l'espace social de la petite propriété à échelle humaine (en opposition aux latifundia) en même temps qu'un espace spirituel de relation aux autres et à la Nature, qui permettra de retrouver l'harmonie et la force fondatrice des origines.
Elles mettent en scène la disparition du monde « édénique » des Bucoliques où le berger se contentait, lentus in umbra, (« nonchalant à l'ombre ») de ce que la nature lui offrait, montrant, à travers le travail pénible, facteur même et condition de l'évolution de l'homme, la mise en ordre de la nature : le passage à une récolte et un élevage maîtrisés. Sans doute le programme des Géorgiques reste-t-il largement utopique, mais on y voit les hommes se confronter, avec courage et détermination, à l'expérience de la résistance des contingences naturelles — ce qu'Aristote nommait Phusis (φύσις) — condition première de l'agriculture.
| Tum variae venere artes : labor omnia vicit improbus et duris urgens in rebus egestas. | Alors sont apparues différentes techniques : le travail sur tout l'a emporté trompeur, et l'urgente nécessité, dans les conditions extrêmes, |

Ainsi, par la contrainte d'un travail lent, dur, opiniâtre, répétitif, la nature passe de l'état sauvage à un ordre harmonieux, un équilibre : une culture, une civilisation. Cette contrainte est ferme mais jamais brutale : le paysan (agricola) assume un rôle paternel aussi bien vis-à-vis des animaux domestiques, que de la nature ambiante en général.
Le travail, conséquence de l'héritage prométhéen, est à la fois une malédiction et une force, un vecteur potentiel d'asservissement et de liberté. Si la majorité des écoles de pensée voyaient surtout l'aspect négatif du travail (la fatigue, la dispersion), Virgile, sans dénier la dureté et les risques de la vie du paysan, admire ce qu'elle requiert d'inventivité et d'ingéniosité. Comme Lucrèce avant lui, il exalte la notion de progrès, mais il est conscient que les perversions qui l'accompagnent peuvent largement contrebalancer et anéantir ses avancées.

#### Le cycle de la vie et de la mort
Dans les Géorgiques est très présent le sentiment de la fragilité de notre condition de vivants, à la merci de toutes sortes de catastrophes. Les quatre livres se closent sur des évènements tragiques et potentiellement mortels : guerres, cataclysmes (livre I), épizootie (livre III), disparition des abeilles (livre IV), montrant que tout à terme se corrompt, que la nature ne se laisse pas totalement maîtriser ; s'y ajoutent, relevant du mythe, la double mort d'Eurydice et le dépeçage d'Orphée ; même le livre II, qui exalte la terre vivante et généreuse, si on prend soin d'elle, fait mention récurrente du royaume des morts — le Tartare (v. 292), l'avare Achéron (v. 492) — et se termine par des allusions aux violences des guerres civiles (v. 501-512) : « les royaumes destinés à mourir […] les lois de fer, les folies du forum », l'exil qui « oblige à aller chercher une autre patrie sous un autre soleil » ; et la nostalgie du temps de « Saturne d'or » (Aureus Saturnus), où :
| necdum etiam audierant inflari classica, necdum impositos duris crepitare incudibus ensis. | on n'avait pas encore entendu sonner les trompettes, ni tinter les épées sur les lourdes enclumes. |

Au début du livre premier (v. 24 - 40) Virgile oppose la royauté de la terre vivante à l'empire fantasmé de la mort.
Il supplie Octave, identifié à une véritable divinité tutélaire, de ne pas se laisser tenter par le destin de Proserpine, devenue reine, certes, mais du Royaume des Ombres, et l'invite à se soucier de rendre la prospérité à la terre malmenée des vivants :
| Da facilem cursum atque audacibus adnue coeptis ignarosque viae mecum miseratus agrestis ingredere et votis jam nunc adsuesce vocari. | Aide ma course, guide mon projet audacieux, aie pitié avec moi de l'ignorance des paysans devant le chemin à suivre, viens, et habitue-toi maintenant à être sollicité. |

Et le livre IV s'achève sur l'échec d'Orphée : pas de retour possible, pas de victoire sur la mort, car « il n'y a de lieu possible que de la terre et de la vie » : Nec morti esse locum (il n'est pas d'espace, pas de lieu dans la mort), écrit-il. Orphée a, certes, charmé les puissances infernales, mais, « oubliant tout, hélas, vaincu par son désir » (immemor heu ! victusque animi), il s'est montré incapable de maitriser ses pulsions. Et si les abeilles d'Aristée « ressuscitent », il n'y a pas de re-naissance individuelle, pas de réelle palingénésie : quand elles sont mortes, c'est la naissance d'un nouvel essaim qui permet la survie de la ruche.
Les abeilles, d'ailleurs, évoquent le mystère de la mort et de la vie par leur existence même et par leurs productions : disparaissant en hiver et réapparaissant au printemps, comme les plantes germinatives, elles fournissent le miel, nourriture alchimique par excellence. Cette « rosée céleste », comme l'appelait Aristote, est une substance dont la consistance, le goût, la longue durée de conservation sont sur terre ce qui évoque le mieux la nourriture d'immortalité des dieux, le nectar et l'ambroisie.
Les Géorgiques démontrent enfin que tout, même la production des nourritures humaines de base, comme le pain et le vin, passe par un cycle de « vie » et de « mort » : la fermentation du raisin, la levée de la pâte font passer les grains pressés et les grains moulus d'une mort symbolique à une « résurrection » sous les formes plus hautes que sont le vin et le pain, aboutissement du travail de l'homme et des cycles végétatifs symbolisés par Dionysos, divinité de la végétation arborescente, et Déméter, déesse de l'agriculture et des moissons. Virgile établit même un lien subtil entre l'activité du paysan qui travaille à faire émerger une vie ordonnée du jaillissement désordonné d'une nature sauvage, et l'alchimie des abeilles qui créent le miel à partir des fleurs : en latin le mot uva désigne à la fois la grappe de raisin et l'essaim d'abeilles.

#### Le vieillard de Tarente, Aristée et Orphée

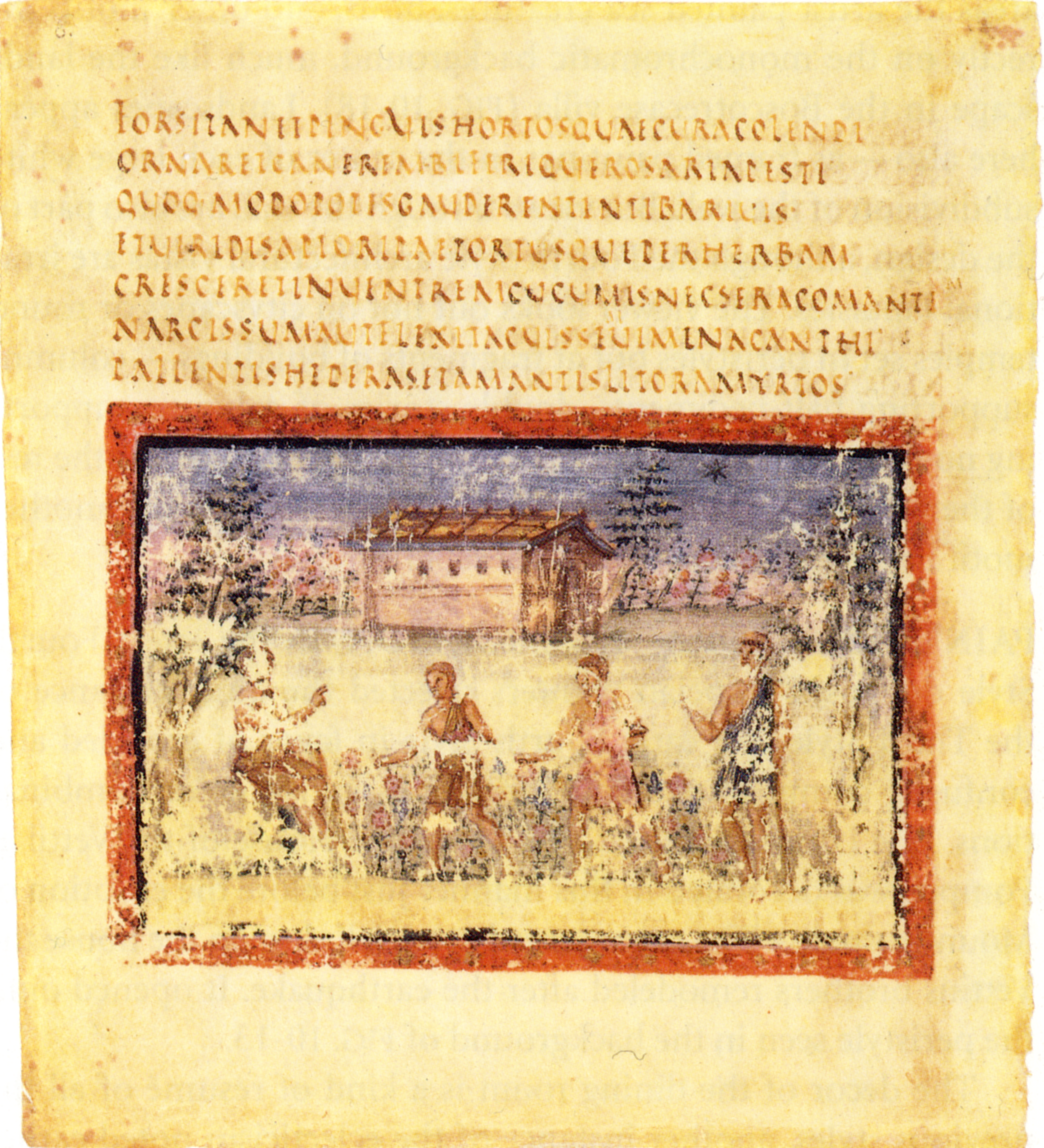
Le jardin du vieillard corycien, sous les vers 118-124 (Vergilius Romanus, folio 7v).

Trois figures individuelles mises en scène dans le livre IV permettent à Virgile de méditer sur la condition humaine et de terminer son poème sur une note d'espoir : un vieux jardinier de Tarente (v. 125-146), et deux personnages mythologiques, le berger-paysan Aristée et le poète-musicien Orphée.

##### L'épisode du «vieillard corycien»
C'est une sorte de digression (excursus) bien détachée de l'ensemble, mais dont la place dans le livre IV souligne l'importance,.
Virgile s'implique personnellement dans l'histoire du vieux jardinier : « je me souviens… que j'ai vu » (memini… vidisse) écrit-il (v. 125-127).
Pourquoi un Corycien et à Tarente ? Si les Ciliciens avaient la réputation d'être d'excellents jardiniers, c'est surtout une « personne déplacée », qui a connu la souffrance et l'exil comme Virgile, ce qui en fait une image du poète ; et Tarente est la capitale du néopythagorisme,. Pourquoi un vieillard ? Le sage vieillard vivant modestement, comme Philémon et Baucis, est un type littéraire, mais il rappelle aussi la personnalité de Siron, le maître à penser du jeune Virgile.
Son domaine est exigu, la terre en est ingrate, et il la travaille lui-même. Couché tard, levé tôt, à force de travail incessant et de soin, il obtient une récolte opulente, mariant l'utile et l'agréable : fleurs mellifères, légumes et fruits. Cette autarcie heureuse où le travail acharné donne une récolte surabondante est une image du travail du poète. Le premier, insiste Virgile, il obtient une abondante récolte de miel « écumant », don fourni avec une apparente spontanéité par une nature bienveillante, mais en réalité fruit du travail intense en amont — réalité valable aussi pour la poésie. Or le jardinier ne se contente pas de son hortus conclusus. Il se met à transplanter des arbres, réorganisant en démiurge le paysage autour de lui. Le dernier arbre, un platane, symbole de régénération, n'est pas utilitaire : il offre une ombre généreuse — qui relève du locus amoenus — à des « buveurs » (potantibus), évoquant une réunion d'amis épicuriens comme chez Horace, ou peut-être chez Virgile lui-même.

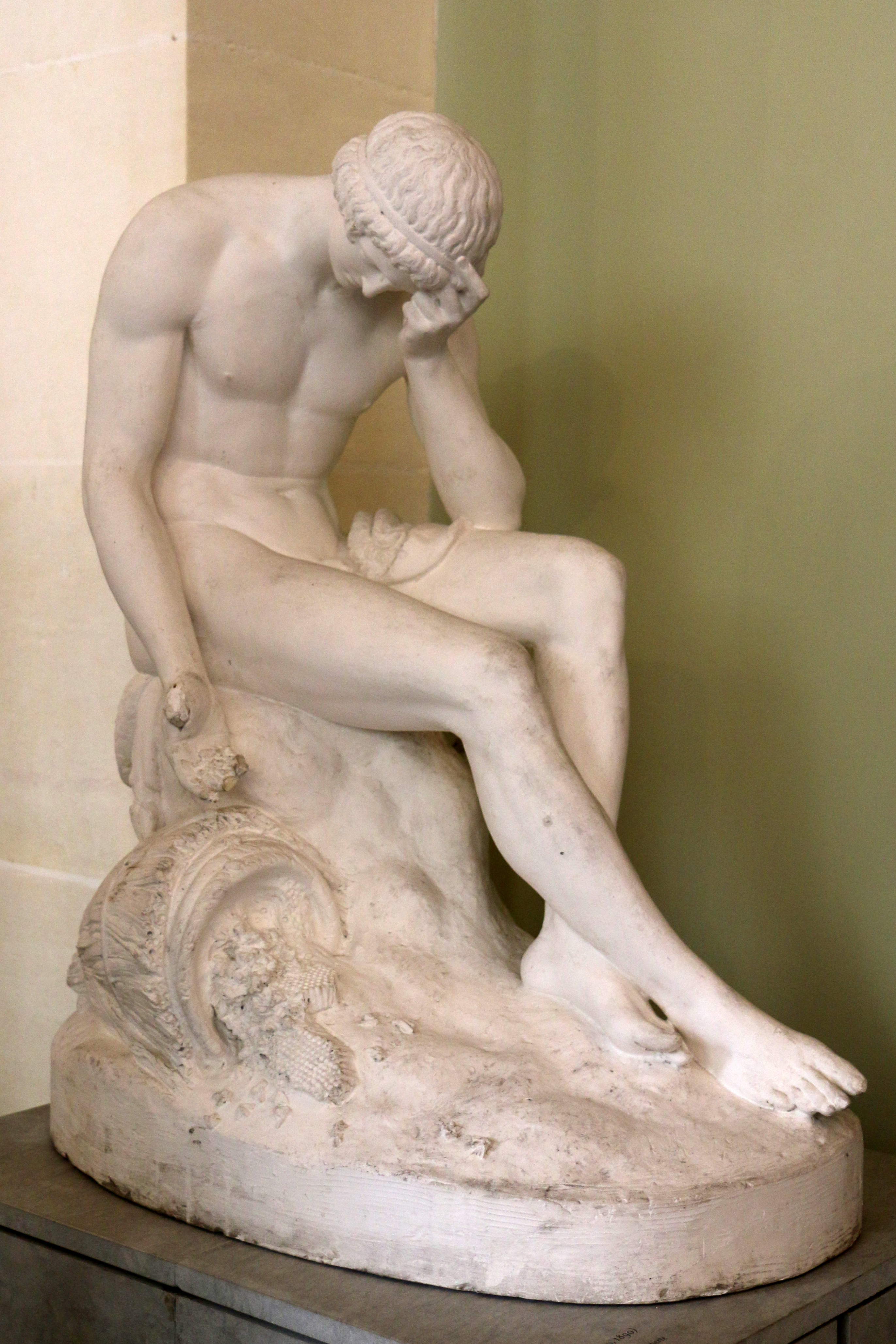
Aristée pleurant la perte de ses abeilles, plâtre de Jules Fesquet, 1862.

À la différence du simple paysan anonyme décrit dans les trois autres livres, le jardinier vise autant la beauté que l'utilité. Sans être poète comme les bergers des Bucoliques, il est créateur de beauté par son travail, l'équivalent du poète dans le monde paysan, l'image du poète « agro-pastoral » qu'est Virgile dans les Géorgiques, figure s'inscrivant entre Aristée, terre à terre, étranger à tout esthétisme, et Orphée, symbole de la poésie élégiaque, celle qu'écrivait justement Gallus et que Virgile admire mais ne pratique pas.

##### Aristée et Orphée
Avec le vieux jardinier, on restait dans le monde des hommes, invités à trouver le bonheur dans la vie pauvre mais équilibrée, harmonieuse et sereine de celui qui « cultive son jardin ».
Avec Aristée et Orphée on entre dans le registre des mythes eschatologiques. Aristée, que Virgile appelle le « Maître d'Arcadie » au v. 283, est expert en divination, en médecine, en astronomie, en élevage, en agriculture, en apiculture. Il est ici au centre d'un mythe de mort et de résurrection, affirmation que la vie renaît du cœur même de la mort.
Alors que l'entreprise d'Orphée, dans la version choisie par Virgile, s'est terminée par un échec, celle d'Aristée a une conclusion heureuse. C'est lui qui devient l'Initiateur, le Grand Instructeur de l'humanité. Virgile l'avait déjà brièvement évoqué par une périphrase au tout début du livre premier parmi les autres divinités :
| … et cultor nemorum, cui pinguia Ceae ter centum nivei tondent dumeta juvenci. | et toi habitant des bois sacrés pour qui les épais buissons de Céa sont tondus par trois cents taureaux d'un blanc de neige. |

Aristée
D'ascendance divine mais menant une vie de simple mortel, Aristée est lui aussi une sorte d'exilé : il a fui « Tempé la Pénéenne », c'est-à-dire la Thessalie, après avoir perdu ses chères abeilles, ce dont il cherche la raison. Virgile le présente comme un très jeune homme qui va se plaindre à sa mère des injustes malheurs qui lui arrivent. Mais si son essaim est mort, il en porte la responsabilité : c'est le châtiment de son agression contre Eurydice. Peut-être la « faute » d'Aristée a-t-elle des résonances politiques dans l'actualité immédiate. Il est possible que Virgile suggère là, à mots couverts, une culpabilité d'Octave que certains contemporains ont cru reconnaître sous le personnage d'Aristée.
Mais l'ascèse d'Aristée et son sacrifice aux nymphes, narrés en un rythme rapide, — et en seulement 28 vers — conduisent à son pardon et au retour de ses abeilles. Virgile clôt son poème sur un miracle : l'image joyeuse de la reformation d'un lourd essaim, pendu en grappe à une branche qui plie sous son poids, note d'optimisme et de joie dans un bonheur retrouvé, promesse pour Rome de lendemains heureux.
Orphée

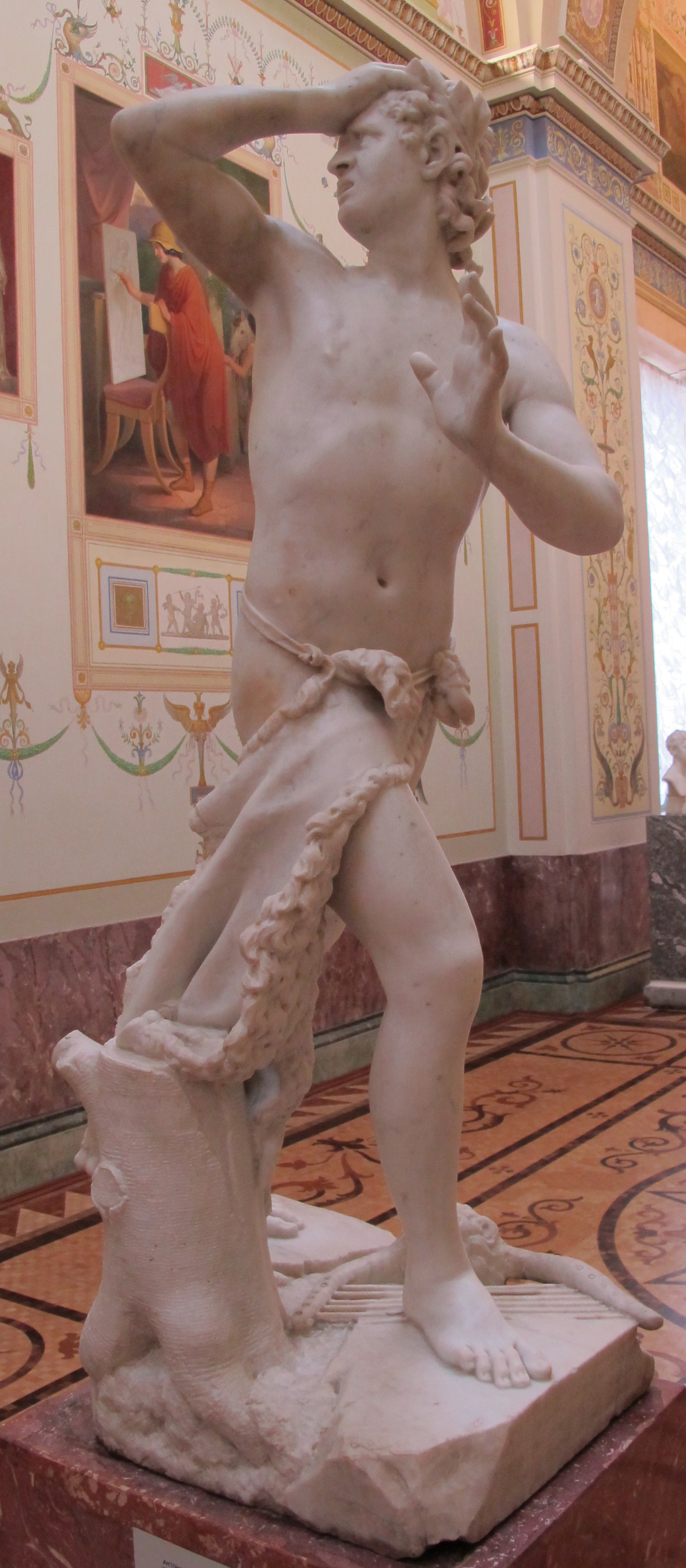
Orphée au moment où il se retourne et perd Euridice pour la seconde fois, marbre de Canova, 1777.

La « terrifiante et malheureuse histoire d'Orphée et d'Eurydice » est mise en abyme dans celle des abeilles d'Aristée. C'est un épyllion de soixante-quatorze vers, une petite épopée de goût alexandrin, bonne introduction à l'Énéide qui va suivre. Et qui n'a cessé d'inspirer, depuis, poètes et musiciens.
L'idée de relier ces deux histoires est probablement une invention de Virgile, à moins qu'il ne reprenne une source inconnue. L'épisode, dans un livre consacré à l'élevage des abeilles, peut surprendre, mais c'est un procédé littéraire (la varietas) remontant à Homère : une parenthèse, une digression pour surprendre et charmer le lecteur, avec une portée philosophique.
À première vue, « le sens de ce mythe n'est pas évident, ni par rapport à celui d'Aristée — le seul lien est la personne d'Eurydice —, ni par rapport à l'économie symbolique générale des Géorgiques », remarque Joël Thomas, et les interprétations sont nombreuses.
Ainsi, pour Jacqueline Fabre-Serris, avec l’histoire du poète Orphée, Virgile dénonce la furor érotique en évoquant « un exemple de vie détruite par la passion amoureuse et, pour que la leçon soit plus claire, travaille le cadre narratif dans lequel il l’insère : l’histoire d’Orphée fait partie de celle d’Aristée, qui illustre un autre genre de vie, celui du paysan dominé, lui, par le labor et la pietas ».
Pour Joël Thomas, le mythe d'Orphée tel que le traite Virgile « évoque, en forme d'avertissement, un des risques courus dans l'aventure spirituelle de l'homme : celui du doute et de l'oubli ». Orphée, le Chanteur, tombe pour avoir douté, pour avoir manqué de foi en l'amour. Malgré son aura particulière — qui renvoie à la mouvance pythagoricienne — il chute, en perdant deux fois Eurydice et en mourant lui-même, incapable de faire entendre sa plainte et impuissant à émouvoir les vivants, alors qu'il avait su charmer les puissances infernales. Pour Xavier Darcos, Virgile met en parallèle l'homme des champs, celui qui est à l'œuvre pour faire l'histoire, et l'homme des chants : « ce n'est pas Orphée, le charmeur séduisant, qui arrivera à vaincre la douleur et la mort mais le pauvre Aristée, l'homme des champs, docile, patient, industrieux ».
Et si cet épyllion a remplacé un éloge direct de Gallus, c'est une discrète façon de magnifier l'ami malgré sa disgrâce.

#### Conclusion en point d'orgue
Le court épilogue (v. 559-566), conclusion du poème entier, évoque, avec un soupçon d'ironie, César (Octavien) triomphant en Orient, « travaillant » à se frayer un chemin vers l'Olympe, tandis que le poète se retire dans son jardin napolitain, chez la douce Parthénope, heureux d'étudier dans l'« obscur loisir» (ignobilis oti), ce temps « divin » consacré à « être », par opposition au temps utilitaire de l'« avoir ». Virgile s'est toujours fixé l'ambition la plus haute, celle d'être le Vates, le Poète sacré « qui transmet la mémoire du Verbe et pense le sublime ». Malgré tout son pouvoir, Octave, au bout du compte, n'est qu'un guerrier et le gestionnaire d'une société et d'une économie : il a besoin du poète-démiurge pour régénérer le système, conclut Joël Thomas : « Voilà la victoire du poète sur le prince. Il prend son vol, et laisse le prince cloué au sol. Seul le poète peut voler ».

## Postérité de l'œuvre

### Rayonnement

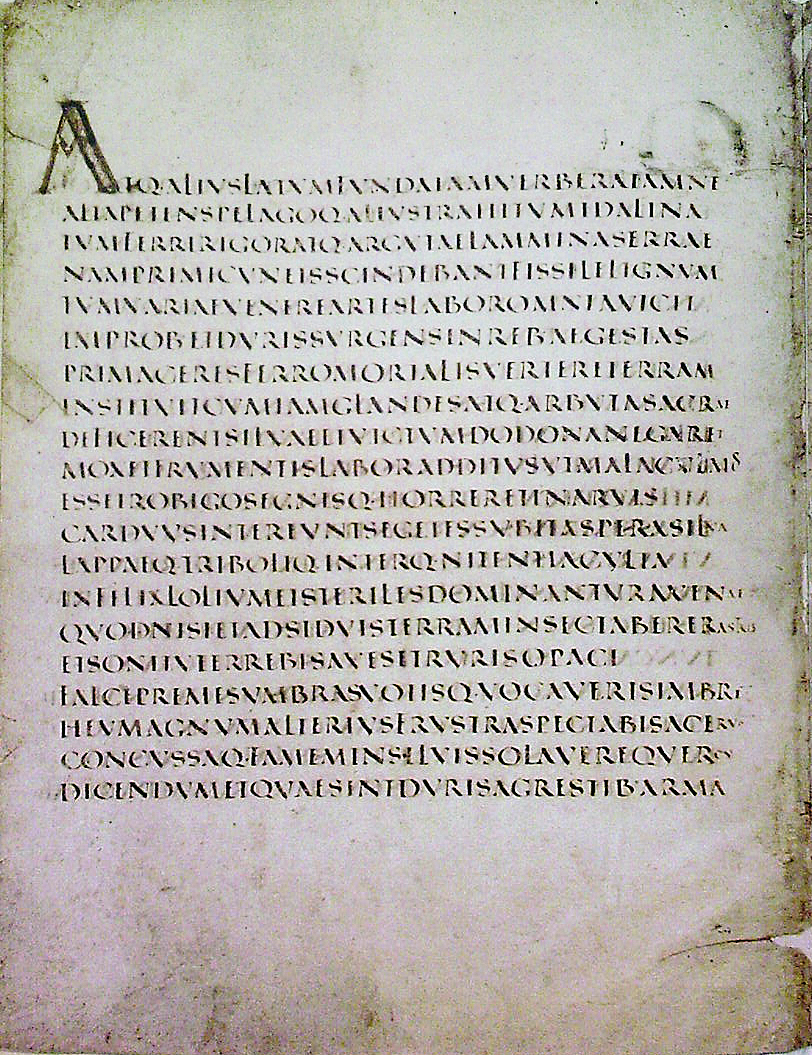
Feuillet du Vergilius Augusteus (Cod. Vat. Lat. 3256), Géorgiques, livre premier, v. 141-160.

Virgile est l'un des rares auteurs antiques dont l'œuvre intégrale, maintes fois recopiée, est parvenue jusqu'à nos jours. Il devient un auteur « classique » de son vivant : dès -26, soit à peine trois ans après la première publication des Géorgiques, Quintus Caecilius Epirota le met au programme de son enseignement en remplacement d'Ennius. Désormais, tout petit Romain apprend ses lettres dans Virgile. Sauf pendant les temps troublés du Haut Moyen Âge (VIe et VIIe siècles), Virgile ne cessera jamais d'être enseigné, admiré, imité.

#### En littérature

##### De l'Antiquité au Moyen Âge
Au Ier siècle
Hautement admiré sous le règne d'Auguste, Virgile subit cependant la concurrence des Poetae novi à la mode pendant la première moitié du siècle : on lui reproche d'écrire avec mollesse, d'avoir un vocabulaire inexpressif, de n'être pas assez « artiste ». Mais Ovide, qui a choisi le vers épique pour écrire ses Métamorphoses, développe dans les tomes X et XI l'histoire d'Orphée telle que Virgile l'avait brièvement chantée dans le livre IV.
Sa véritable glorification commence dans la deuxième moitié du siècle : tous les auteurs d'épopée (Stace, Valérius Flacus, Silius Italicus) l'imitent ; le poète satirique Martial dédicace un Virgile sur parchemin avec ces mots : « Qu'il est petit le livre qui contient l'immense Virgile ». Et elle déborde largement le domaine de la poésie : le philosophe Sénèque, qui l'appelle « notre Virgile » et le cite abondamment, en particulier dans les Lettres à Lucilius, en nourrit sa pensée philosophique ; le naturaliste Pline l'Ancien le considère comme une autorité ;
l'agronome Columelle écrit en vers le livre X (consacré au jardinage) de son grand traité d'agronomie De re rustica en douze volumes, répondant au vœu formulé par Virgile de voir un jour comblée l'absence de ce thème dans ses Géorgiques, ; le grand pédagogue et théoricien du langage Quintilien, dans l'Institution oratoire, lui emprunte nombre de ses exemples et conseille vivement à l'apprenti orateur de lire ses œuvres. Dès la fin du siècle se bâtit sa légende : désormais l'influence de Virgile sera universelle, continue, et extraordinairement variée.
Aux IIIe et IVe siècles et dans l'Antiquité tardive
Les grammairiens s'emparent de son œuvre pour la gloser avec sérieux et respect : le commentaire vers à vers de ses trois poèmes que fait Servius Honoratus a été conservé ; il nous renseigne sur la façon dont Virgile était compris à son époque.
On pratique le genre virtuose du centon, véritable démembrement (diasparagmos) et « formidable désintégration », dont l'un des plus célèbres, le Virgiliocento de Proba, utilise les vers de Virgile pour écrire une Histoire de l'Ancien et du Nouveau Testament, un « Virgile amélioré » (Maronem mutatum in melius) comme le dit sa préface.
On le consulte aussi pour connaître son avenir par la pratique des sortes vergilianae.

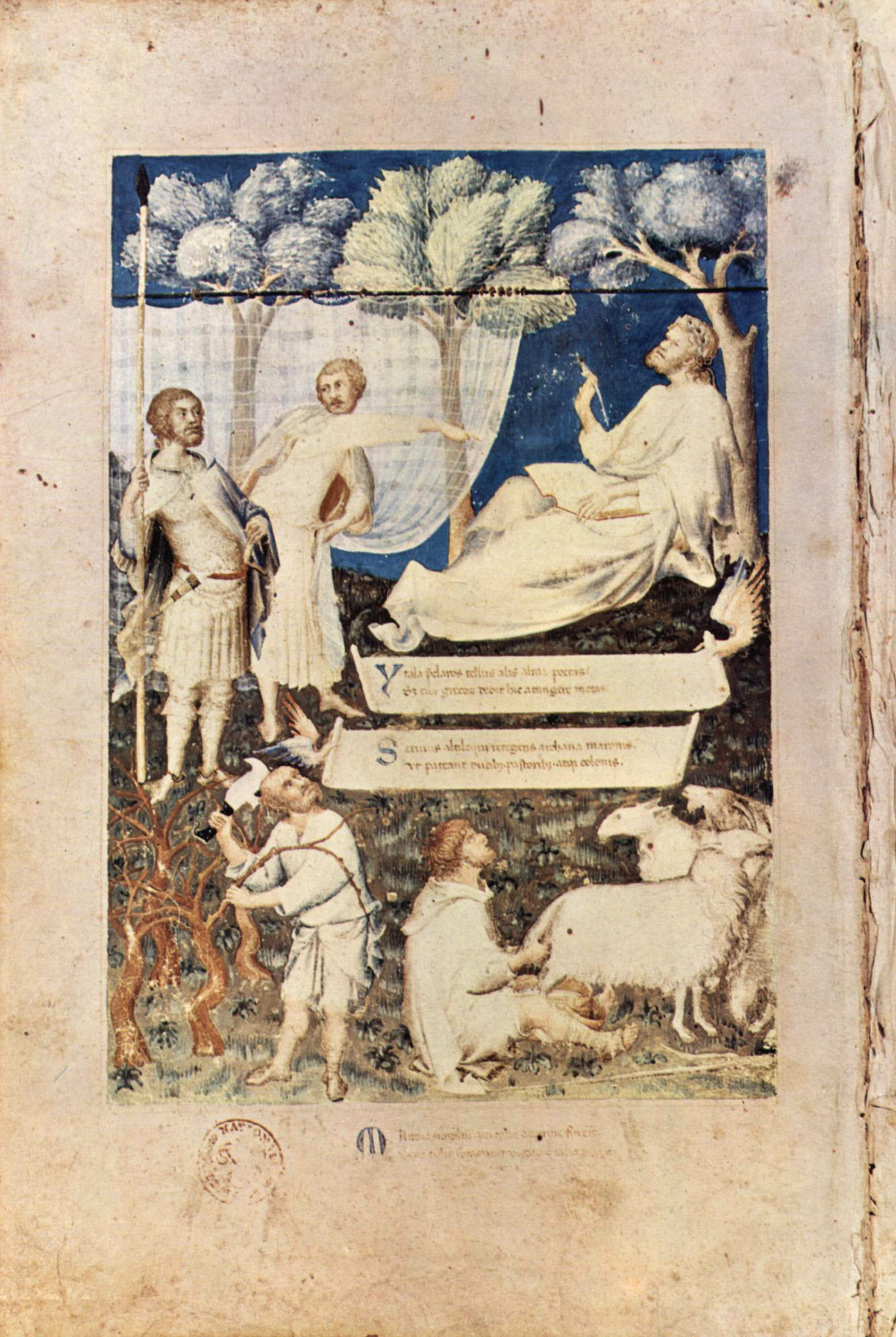
Frontispice allégorique du Virgile de Pétrarque de Simone Martini (ms. A 49 inf, 1340), conservé à la Bibliothèque Ambrosienne.

Le succès continu de Virgile est en grande partie lié à la christianisation de son œuvre, en particulier l'interprétation prophétique christianisante de la quatrième bucolique par Lactance et de l'Énéide par Fulgence le Mythographe.
Au Moyen Âge
Malgré la réhabilitation du rôle du travail manuel et agricole dans la vie monastique aux XIIe et XIIIe siècles, le mythe du laboureur heureux, plombé par la malédiction biblique du paysan Caïn, a disparu de la tradition médiévale dont l'horizon idéal était urbain. Il ne se reformera qu'à la fin du Moyen Âge.
Ainsi, dans la Divine Comédie, c'est Virgile, « le poète le plus sage de l'antiquité classique », qui conduit Dante à travers les sept cercles de l'Enfer puis les sept du Purgatoire. À l'entrée du Paradis, Dante déplore sa disparition « avec les mots et les rythmes dont Orphée appelle Eurydice, 'deux fois perdue' à la fin des Géorgiques », écrit Philippe Heuzé.
Pétrarque, qui l'admire passionnément et le cite constamment, a longuement annoté le manuscrit des œuvres de Virgile qu'il possédait.

##### DuXVIeauXVIIIesiècle

###### À la Renaissance
Au XVIe siècle, Jules César Scaliger considère que la poésie de Virgile donne l'image la plus pure de la beauté en littérature. Ronsard et Du Bellay admirent la musicalité de sa langue qu'ils cherchent et réussissent souvent à transposer dans leurs sonnets. En Italie, l'humaniste néo-platonicien Ange Politien, auteur d'une Fabula di Orfeo en 1480, écrit un Rusticus en vers latins afin de préparer ses élèves à suivre son cours de 1483-1484 sur Hésiode et les Géorgiques. Dans Manto, la présentation de son cours précédent (sur les Bucoliques), il avait écrit :

« Tant que le souffle alterné de Téthys fluera et refluera,

Tant que les éléments mêlés prendront forme alternée,

Toujours du grand Maron vivra l'immortelle gloire (v. 343-345). »

En Espagne, les Géorgiques nourrissent le courant qui se développe autour du « Menosprecio de corte y alabanza de aldea » (« Mépris de cour et éloge de la campagne »). En France, Rabelais ou Montaigne citent spontanément Virgile, en relation avec leur propre œuvre : ainsi, dans Le Tiers Livre — qui contient soixante citations de Virgile — Rabelais cite le vers 168 du livre IV des Géorgiques (ignavum fucos pecus a praesepibus arcent) qu'il traduit « les abeilles écartent les frelons, ces paresseux, des ruches », à propos des moines, qu'il considère comme des parasites de l'Église ; Montaigne, qui le mentionne explicitement treize fois, admire « signamment (particulièrement) Vergile en ses Géorgiques, [qu'il] estime le plus accomply ouvrage de la Poësie ».

###### À l'époque classique
Même en pleine querelle des Anciens et des Modernes, Charles Perrault ne conteste pas le génie de Virgile et Boileau, dans la Satire IX, v. 175, tance les auteurs baroques qui, selon lui, préfèrent « Théophile et le clinquant du Tasse à tout l'or de Virgile ». Toutefois, signale Antoine Adam dans son Histoire de la littérature française au XVIIe siècle, l'un d'eux au moins a « admirablement compris et traduit » Virgile, c'est Jean-François Sarrasin, dont les Églogues fourmillent de réminiscences virgiliennes. Dans la deuxième partie de son Églogue titrée « Orphée », il traduit les soixante-quatorze vers de l'histoire d'Orphée dans le chant IV des Géorgiques, en supprimant seulement l'allusion à Aristée. Pour Antoine Adam, Sarrasin a, « le premier en France, transporté dans notre langue une des formes les plus émouvantes et les plus belles de la poésie de tous les temps. On est même tenté, devant certaines réussites, de soutenir qu'avec [lui], et grâce à lui, commence dans notre histoire littéraire cette tradition virgilienne qu'ont illustrée Racine, André Chénier et Anatole France ». Comme preuve de ces réussites il cite les adieux d'Eurydice, « ces admirables vers » que l'éditeur de Sarrasin avait déjà relevés : 
Prends ce dernier adieu : l'obscurité plus forte

D'un tourbillon épais m'enveloppe et m'emporte,

Et je te tends en vain, pour gages de ma foi,

Ces inutiles mains qui ne sont plus à toi.
La Fontaine à son tour en imprègne nombre de ses Fables, en particulier Le Songe d'un habitant du Mongol,, qui, à partir du vers 22 (« Solitude où je trouve une douceur secrète / Lieux que j'aimais toujours… ») est une paraphrase du finale du livre II des Géorgiques : « Me vero primum dulces ante omnia Musae… »,.

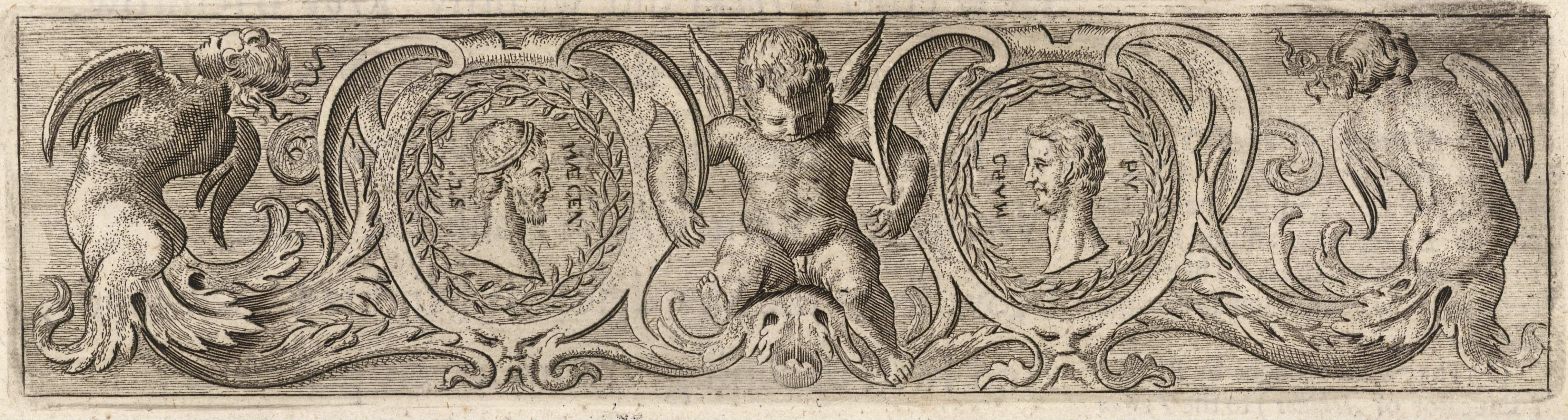
Illustration d'en-tête de Wenceslas Hollar pour une édition anglaise des œuvres de Virgile, avec Mécène et Virgile (Maro) en médaillon (XVIIe siècle).

Au XVIIIe siècle, pourtant peu tourné vers la poésie, Virgile reste une référence incontestée : une traduction parait en moyenne tous les sept ans. Celles des Géorgiques sont sans doute liées au même phénomène de mode que les « bergeries » de Marie-Antoinette. Après celle, en 1649, de l'abbé de Marolles qui « traduisait encore plus mal en vers qu'en prose », une de l'abbé Desfontaines (en prose) parait en 1743 suivie, dans les années 1760, d'une « tentative malheureuse de traduction » par Lefranc de Pompignan.
En revanche, la traduction des Géorgiques par l'abbé Delille, publiée en 1770, connaît un succès extraordinaire. Delille (qui n'a que 27 ans) est encensé comme un nouveau Virgile. Surtout, la pensée du poète latin fait écho au goût du public, qui se passionne pour l'agriculture, et aux préoccupations des physiocrates, pour qui elle est la seule activité réellement productive.
Sous le Consulat, en exil entre la Suisse et l'Angleterre, Delille écrit ses propres Géorgiques « en quatre chants, qui, tous relatifs aux jouissances champêtres, ont pourtant chacun leur objet particulier » ; elles paraissent en 1800 sous le titre : L'Homme des champs ou les Géorgiques françaises. Comparant dans sa préface sa situation de « traducteur des Géorgiques de Virgile » à celle du poète latin « qui a écrit sur les plaisirs et les travaux champêtres pendant que les campagnes étaient désolées par la guerre civile et la guerre étrangère », il y croque des scènes champêtres (chant 1) ; par contraste avec l'époque de Virgile, fait l'éloge des innovations agricoles (chant 2) ; présente l'observateur naturaliste en promenade (chant 3) ; célèbre enfin, « en vers dignes de la nature, ses phénomènes et ses richesses » (chant 4).

##### AuXIXesiècle
Virgile est une référence importante pour Chateaubriand, en particulier dans le Génie du christianisme, mais, plus inspiré par l'auteur de l'Énéide que celui des Géorgiques, il a contribué à répandre l'image du « tendre Virgile » : il imagine ainsi un Virgile mélancolique « vivant seul au milieu des bois », se renvoyant sa propre image préromantique à travers Virgile.
Victor Hugo est tout imprégné de Virgile,. Jeune, il vénère le « maître divin », partage ses méditations et lui emprunte maintes expressions : en 1856, dans Les Contemplations, il intitule « Mugitusque boum » (Et le mugissement des bœufs) le poème XVII dans lequel, « s'unissant à Virgile et de poème à poème, de l'alexandrin à l'hexamètre l'un et l'autre nationaux, il écoute les mêmes voix, immuables, des bœufs au pré, le soir, et regarde le même spectacle des choses : du vent passant sur l'arbre, de l'oiseau sur l'eau, de l'homme sur le ciel — et en se confiant comme lui au mouvement réglé du vers ». Mais pendant l'exil, son admiration se change presque en aversion : le proscrit de Guernesey rejette le poète bien en cour, l'ami du prince « qui n'a jamais pris ses distances avec Auguste », et traite de « flatterie abjecte » le début du premier livre des Géorgiques, mais, même lorsqu'il condamne l'homme, il reconnaît au poète « la capacité de faire de l'or avec de la boue »,. À la fin de sa vie, il se sent l'étoffe d'être le Virgile français », dans l'épopée et dans l'églogue.
L'imitation de Virgile court tout au long du siècle : Lamartine (Jocelin, 1836), George Sand (dans ses « romans rustiques ») et Frédéric Mistral (Les Îles d'or) s'en inspirent, témoignant d'un moment heureux dans l'histoire de la paysannerie française.
Cependant l'admiration tourne parfois au rejet ou à la dérision : dans À rebours, Huysmans déclare Virgile « l'un des plus terribles cuistres, l'un des plus sinistres raseurs de l'Antiquité » et accuse son hexamètre de sonner « le fer-blanc, le bidon creux », tandis qu'Alphonse Allais se permet un calembour dans un texte daté du 7 janvier 1900 sur le célèbre Felix qui potuit rerum cognoscere causas.

##### À l'époque contemporaine
Dans une époque contemporaine moins nourrie de culture classique, l'influence de Virgile devient plus individuelle.
Au XXe siècle
Claudel, qui l'admire, invoque l'auteur des Géorgiques dans « Les Muses », première de ses Cinq grandes Odes (publiées en 1911) :
Ô poète, je ne dirai point que tu reçois de la nature aucune leçon, c'est toi qui lui imposes ton ordre.

Toi, considérant toutes choses !

Pour voir ce qu'elle répondra, tu t'amuses à appeler l'une après l'autre par son nom.

Ô Virgile sous la Vigne ! La terre large et féconde

N'était pas pour toi de l'autre côté de la haie comme une vache

Bienveillante qui instruit l'homme à l'exploiter tirant le lait de son pis.
Entre 1911 et 1912 le Mercure de France publie les trois volumes des Géorgiques chrétiennes de Francis Jammes, salués par le premier article de critique littéraire de Claudel. Ce poème lyrique, composé de sept chants, s'appuie sur l'ouvrage de Virgile. Une édition de luxe, illustrée de bois gravés de Jean-Baptiste Vettiner avec une reliure de René Kieffer parait en 1920.
En 1922, les Sonnets à Orphée de Rainer Maria Rilke « méditent » sur la mort d'Orphée que Virgile décrit dans le livre IV des Géorgiques : « Rilke voit dans cette fin un holocauste bénéfique pour l'humanité. La haine qui a dépecé Orphée est aussi à l'origine de la musique qui nous ravit ».
Giono, « qui est plus virgilien que Virgile », lui consacre un ouvrage en 1960, et voit en lui un « prophète » et un « guide » ; comme lui, il prône un monde en contact avec la nature, particulièrement dans sa « première veine » (Colline, Regain) et, dans ses derniers ouvrages, met l'accent sur la « dureté joyeuse de la vie », comme dans le premier récit de Ennemonde et autres caractères où il décrit la « fureur » des abeilles sauvages « qui chargent », en suivant les Géorgiques de très près.
Gide confie à son Journal son ravissement à lire et relire (quotidiennement à la fin de sa vie) tout Virgile. En 1944 T. S. Eliot conclut une conférence sur la notion d'auteur classique en affirmant que « notre classique, le classique de toute l'Europe, c'est Virgile ».
Claude Simon met sous le patronage de Virgile, auquel il emprunte son titre, le roman qui lui valut le prix Nobel de littérature en 1985, Les Géorgiques, œuvre où, selon Jérôme Lindon, « la matière en est moins l'événement que le son de la voix, cette voix qui n'a cessé de parler depuis l'origine des temps et qui ne cessera probablement jamais de dire — et d'incarner — l'effort toujours recommencé des hommes pour changer un peu la face de la terre ».
Au début du XXIe siècle
La prise de conscience du dérèglement climatique redonne aux Géorgiques un regain d'actualité.
Interviewé après sa conférence inaugurale des Rendez-vous de l'histoire de Blois, le 12 octobre 2018, Michel Pastoureau s'écrie : « Prenez les Géorgiques ; ce texte magnifique est tout à fait dans l'air du temps, écologiste avant la lettre ! »
En 2019, Frédéric Boyer titre Le Souci de la terre sa nouvelle traduction. Les Géorgiques lui semblent un poème empreint de gravité et de mélancolie sur la fragilité de notre condition de vivant : « Je comprends, écrit-il, que notre tragique paradigme contemporain face à la terre devient pour moi, traducteur, écrit au futur dans l'œuvre antique. Autrement dit, l'ancien dialogue aujourd'hui avec l'avenir ». Considérant Virgile comme un précurseur du « retour à la terre » — prôné dans les années 1960 par le mouvement hippie et pratiqué aujourd'hui par les néoruraux —, il remarque aussi combien « cette œuvre de circonstance [qui] résonne du fracas des guerres civiles, de la chute de la République, du désarroi des Romains devant un avenir précaire, une crise où tout semble s'effondrer », a des traits étrangement familiers et actuels. Évoquant la mort des abeilles d'Aristée, dans le chant IV, il se demande « ce que cette inquiétante et persistante nouvelle, la disparition des abeilles, et plus généralement la dégradation de la diversité du vivant sur la terre, nous dit aujourd'hui de notre condition terrestre ».

#### Dans les autres arts

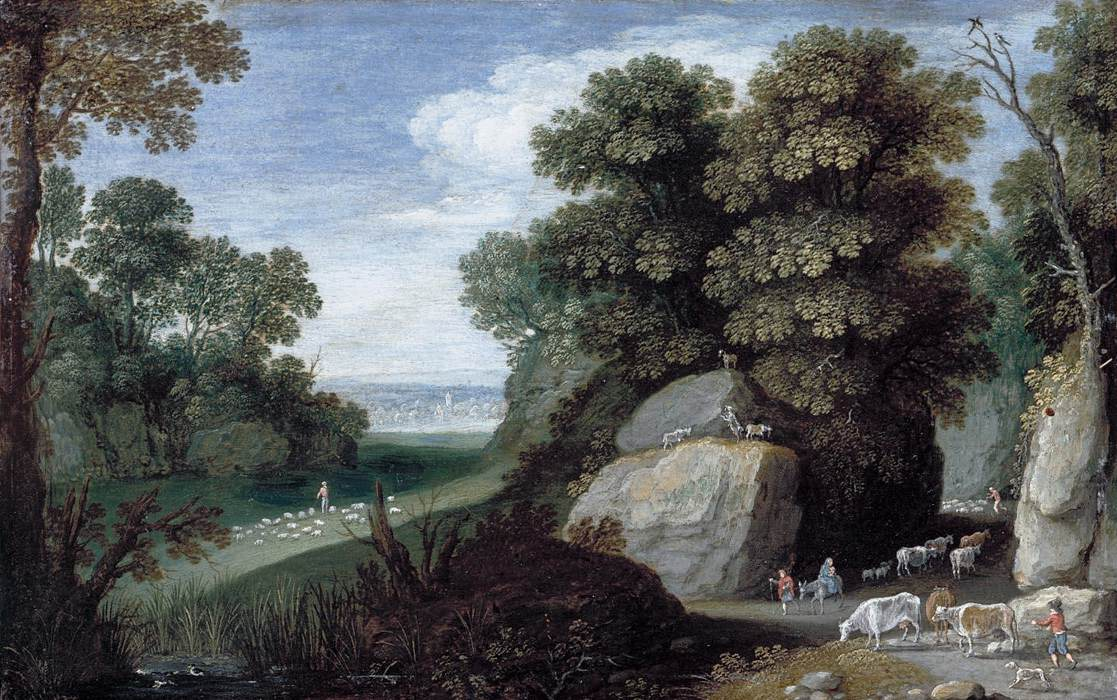
Paysage bucolique, Martin Ryckaert (1er tiers du.

Les Géorgiques, comme les Bucoliques ou l'Énéide, quoique dans une moindre mesure, ont inspiré les peintres et les musiciens.

##### Arts plastiques
Peinture
Sans illustrer spécifiquement Virgile, mais dans la tradition ornementale préconisée par Vitruve d'utiliser des motifs paysagers, des fresques murales dans les demeures patriciennes, à Rome ou à Pompéi, mettent en valeur l'harmonie, la quiétude de la vie à la campagne, permettant à leurs propriétaires de retrouver en ville une image de la nature qu'ils pouvaient admirer dans leurs grands domaines fonciers.
À partir du Quattrocento, le locus amoenus et le paysage pastoral avec une approche morale relative au bon gouvernement de l'humanité et de la nature sont des thèmes fréquents — des topoi — déclinés en fresques murales dans les palais italiens, comme l'Allégorie et effets du Bon et du Mauvais Gouvernement (à la ville et à la campagne) d'Ambrogio Lorenzetti qui orne la salle des Neuf du Palazzo Pubblico de Sienne, ou la grande fresque de la « Salle des Mois » (Salone dei Mesi) du Palais Schifanoia à Ferrare, témoin de l'imaginaire culturel de la famille d'Este au début de la Renaissance : elle illustre la vision du monde qui sous-tend les Travaux et les Jours d'Hésiode et le livre premier des Géorgiques — l'existence d'un lien entre le temps cosmique (sacré) et le temps des hommes (profane) — en présentant les travaux agricoles en fonction du déroulement des saisons et des révolutions du zodiaque (avec les allégories des saisons et les divinités qui leur sont associées). À la fin du XVIIe siècle, en Pologne, dans le Palais de Wilanów, sont peintes par Jerzy Siemiginowski-Eleuter quatre fresques courant le long du plafond de l'antichambre du roi, illustrant chacune un des livres des Géorgiques.

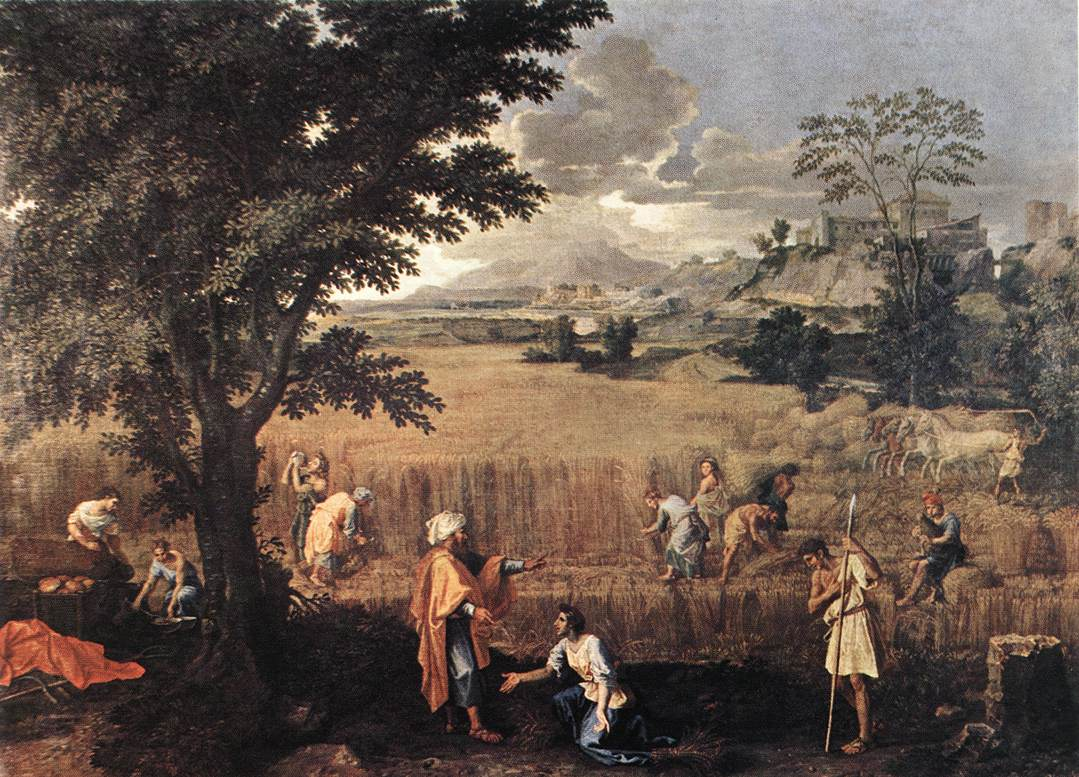
Nicolas Poussin, L'Été (1660-1664)

Du XVIe au XIXe siècle la peinture de paysage avec figures devient un genre pictural à part entière. Plutôt « arcadien » en Italie et en France, plus réaliste en Flandre. Dans Les Saisons, Nicolas Poussin illustre le cycle annuel de la nature, les travaux et les jours.
En Angleterre, au tout début du XIXe siècle, John Constable, dans ses paysages champêtres, cherche à restituer la nature sur la toile avec réalisme et un souci constant de vérité.
Sculpture
Le groupe « Aristée entravant Protée » de Sébastien Slodtz est un élément de la demi-lune du bassin du Char d'Apollon au château de Versailles.
Le groupe « Orphée et Eurydice », œuvre du jeune Canova, représente les deux époux au moment où Orphée se retourne. Sur le socle d'Orphée est écrit « Omnis effusus labor » et sous celui d'Eurydice « Quis et me miseram et te perdidit Orpheu ».
En 1862 Ernest Hiolle et Jules Fesquet ont été premier et second prix de Rome pour leur interprétation d'« Aristée pleurant la perte de ses abeilles », et en 1863 Joseph-Michel Caillé expose au salon le plâtre « Aristée pleurant la mort de ses abeilles » qu'il exécutera en marbre en 1866.

##### Musique

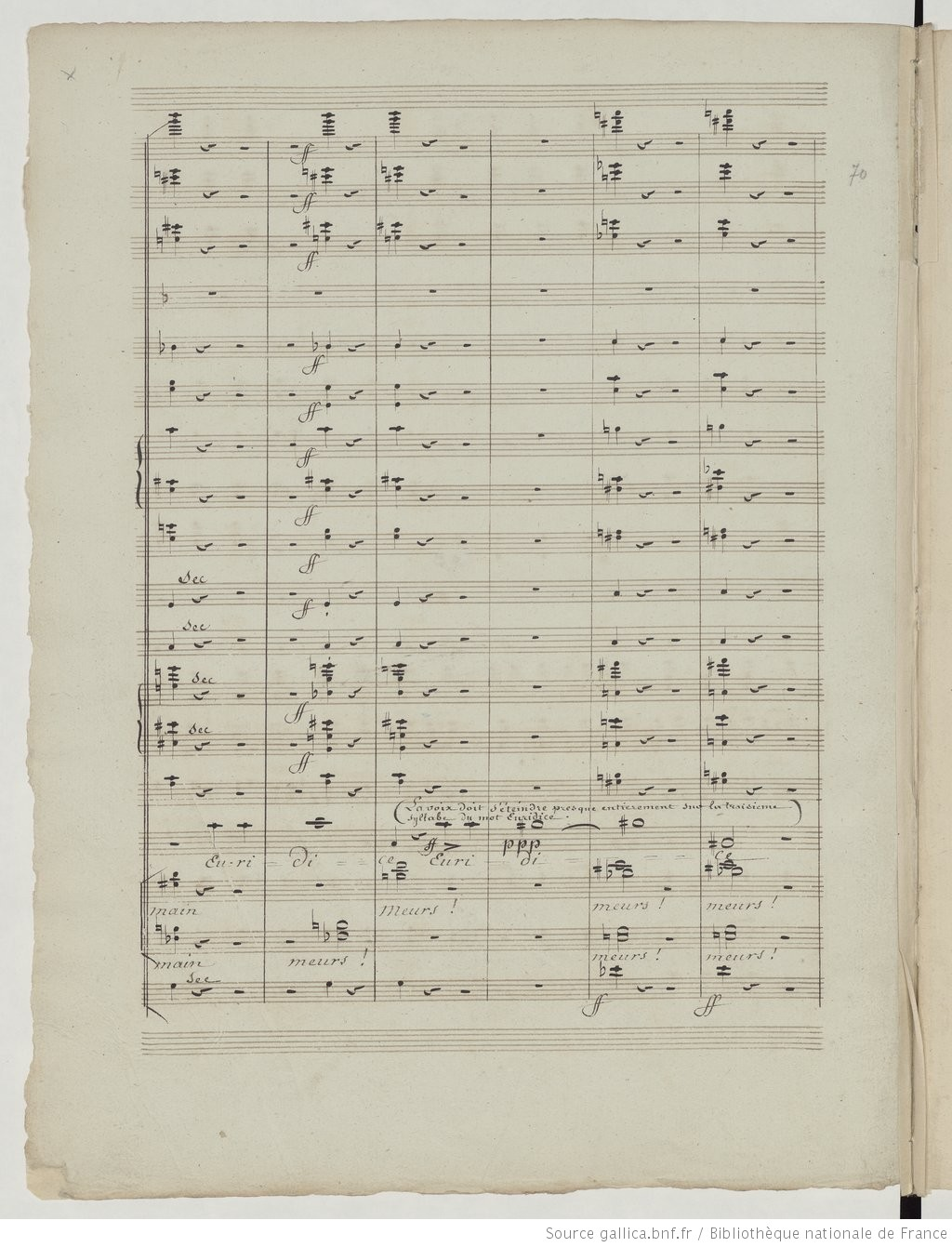
Passage de la mort d'Orphée dans la cantate La mort d'Orphée d'Hector Berlioz (1827).

Dans la Symphonie Pastorale, Beethoven s'inspire du livre III dans lequel le thème de la tempête est récurrent, alternant avec l'évocation de la douceur, mais, à la différence de Virgile, il choisit de terminer sur une note apaisée, un calme lumineux après le trouble des éléments.
Cependant, c'est la quête d'Orphée pour ramener Eurydice des Enfers qui a le plus inspiré les musiciens. Toutefois, ils se réfèrent plus souvent aux Métamorphoses d'Ovide, où le mythe est très développé, qu'à Virgile dont le récit concentré en 74 vers s'arrête à l'évocation de sa mort, « sa voix et sa langue glacée » continuant à appeler « Eurydice ! » tandis que « le long du fleuve, le rivage en écho redisait « Eurydice » » (v. 525-527).
Leur interprétation du mythe et de sa conclusion sont souvent très libres. Ainsi, dans L'Orfeo de Monteverdi, Orphée se retourne parce qu'il doute de la présence de son épouse. Il ne meurt pas démembré par les Ménades — ce que le public n'apprécierait pas — mais est tout de suite divinisé. Dans Orphée et Eurydice de Gluck, Eurydice reproche son indifférence à Orphée parce qu'il refuse de la regarder, jusqu'à ce qu'il se retourne. Pour empêcher Orphée de se suicider par désespoir, Amour lui rend Eurydice. Hector Berlioz, qui adapte l'opéra de Gluck aux goûts de son époque en 1859, avec « un succès retentissant », avait composé pour le concours de Rome de 1827 une cantate pour ténor, double chœur de sopranos et orchestre, La Mort d'Orphée, sur un texte d'Henri Berton, où les derniers mots d'Orphée « Euridice, attends-moi… je vais mourir… Adieu. Je meurs, je te réponds, Euridice…. Euridice… » paraphrasent les accents plaintifs de Virgile.

Le très irrévérencieux opéra bouffe Orphée aux Enfers, créé par Offenbach en 1858, est une satire de la mythologie. Dans cette parodie où Orphée et Eurydice ne s'aiment pas, elle flirte avec Aristée qui se révélera être Pluton :
Je quitte la maison

Parce que je suis morte.

Aristée est Pluton

Et le diable m'emporte.
Le mimodrame Orphée de Jean Roger-Ducasse, composé entre 1910 et 1914, mais créé à l'Opéra de Paris le 11 juin 1926, met en musique un texte du compositeur établi d'après les poèmes latins. Alors qu'il travaille sur le livret, l'auteur écrit à son ami André Lambinet, le 16 mars 1912 : « je ne me souviens plus si c'est dans Ovide ou dans Virgile la mort d'Euridice [sic] qui se termine par ce vers « Eurydicen toto referebant flumine ripae » (je crois) ce qui ferait le dernier acte du ballet ». Mais il préférerait Orphée déchiré par les Bacchantes que par les femmes de Thrace « et alors, à la fin, les voix apparaîtraient pour soupirer « Eurydice ! » pendant que le fleuve (lequel ?) entraînerait lentement la tête d'Orphée ».
L'opéra de Pascal Dusapin, Passion, créé en 2008 dans le cadre du 60e anniversaire du festival d'Aix-en-Provence, est une libre relecture du mythe, inspirée par L'Orfeo de Monteverdi. Le livret (en italien) reprend le mythe essentiellement à travers le regard d'Eurydice, appelée ici « Elle », alors qu'Orphée est « Lui ».
Plus récemment, en 2016, Christina Pluhar propose une relecture personnelle du drame d'Orphée, avec de multiples références au livre IV des Géorgiques, dans Orfeo Chamán qui fait la fusion entre musiques baroques et folkloriques d'Amérique latine.

### Éditions et illustrations desGéorgiques

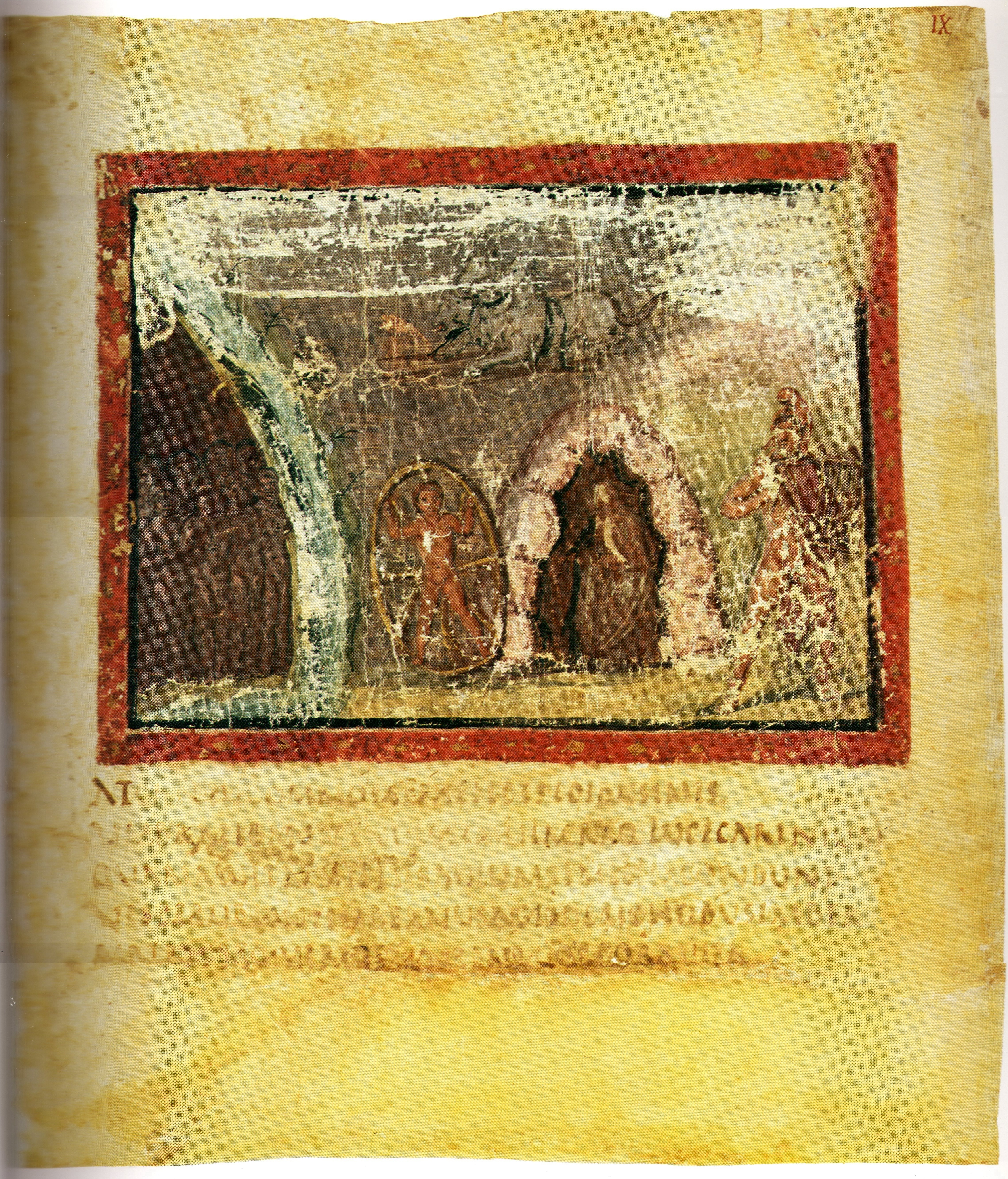
Folio 6r du Vergilius Vaticanus. Illustration du livre IV, au-dessus de cinq vers : Orphée remonte des Enfers, l'ombre d'Eurydice dans son sillage.

#### Les manuscrits
Il existe très tôt des copies de l'œuvre de Virgile : des fragments de papyrus datant du Ier au IVe siècle ont été découverts en Égypte et en Palestine. Le poète Martial (~40 – ~104) évoque « les petites éditions de luxe de Virgile, qu'on met en vente, ornées d'un portrait du poète » à son époque. Huit codices remarquables existent encore, plus ou moins complets, écrits en « capitale rustique » (sans espace entre les mots ni ponctuation). Parmi les plus anciens codices majores encore existants le Mediceus Laurentianus (Florence, Laur. 39.1), du milieu du Ve siècle, est le plus complet ; les sept feuillets subsistant du Vergilius Augusteus, écrit en quadrata, sont ornés de lettrines en début de page ; le Vergilius Vaticanus (Cod. Vat. Lat. 3225), du IVe – Ve siècle, qui contient les deux derniers livres des Géorgiques, et le Vergilius Romanus (Cod. Vat. lat. 3867), du Ve – VIe siècle, qui contient le texte complet des Géorgiques, sont tous deux abondamment illustrés de vignettes.
Après le creux des VIe et VIIe siècles, durant tout le Moyen Âge et jusqu'au XVe siècle, les poèmes virgiliens sont constamment recopiés et diffusés, mais les premiers manuscrits sont très sobres : on connait ainsi une quarantaine de manuscrits du VIIIe siècle non décorés à l'usage des écoles carolingiennes. À partir du Xe siècle, ils deviennent très nombreux, en particulier en France, en Allemagne, en Italie. Les lettrines font leur première apparition dans les manuscrits bénéventins au XIe siècle), dont l'un, conservé à la bibliothèque nationale de Naples, possède des initiales très décorées.
Au XIVe siècle le nombre de manuscrits ornés de miniatures augmente dans toute l'Europe, lié au regain d'intérêt de l'époque pour les auteurs classiques. Cela est encore plus net au XVe siècle, en Flandre, en France et surtout en Italie, où ont été réalisés la majorité des manuscrits qu'on possède encore.
Ils portent parfois une date et la signature du copiste, mais le nom de l'enlumineur est rarement connu,.
En général les manuscrits, comme les textes imprimés par la suite, contiennent la succession des trois poèmes de Virgile, reproduits dans le texte original. Certains, cependant, comme le Virgile de Pétrarque, reproduisent la version commentée par Servius. Le nombre et la taille des illustrations sont variables : un frontispice général, comme dans l'exemplaire de Pétrarque ; une illustration à l'incipit de chacun des trois poèmes ; une illustration au début chacun des quatre livres des Géorgiques. L'initiale est souvent historiée et les enluminures des exemplaires les plus luxueux sont en pleine page. La plupart du temps elles illustrent les travaux décrits par Virgile, mais peuvent aussi présenter des portraits de Virgile, de Mécène, parfois associés au travail des paysans, voire de Servius, ou diverses références mythologiques, comme Cérès (Géorgiques I), Bacchus (Géorgiques II), ou Orphée (Géorgiques IV).
La décoration dépend probablement des exigences des commanditaires. Peu ont été identifiés, à part ceux qui ont apposé leurs armoiries sur leur exemplaire, ou avaient une bibliothèque dont on possède encore l'inventaire. Grands dignitaires nobles ou ecclésiastiques, humanistes érudits, bibliophiles éclairés, ils faisaient partie des hautes couches de la société, voire de familles royales.

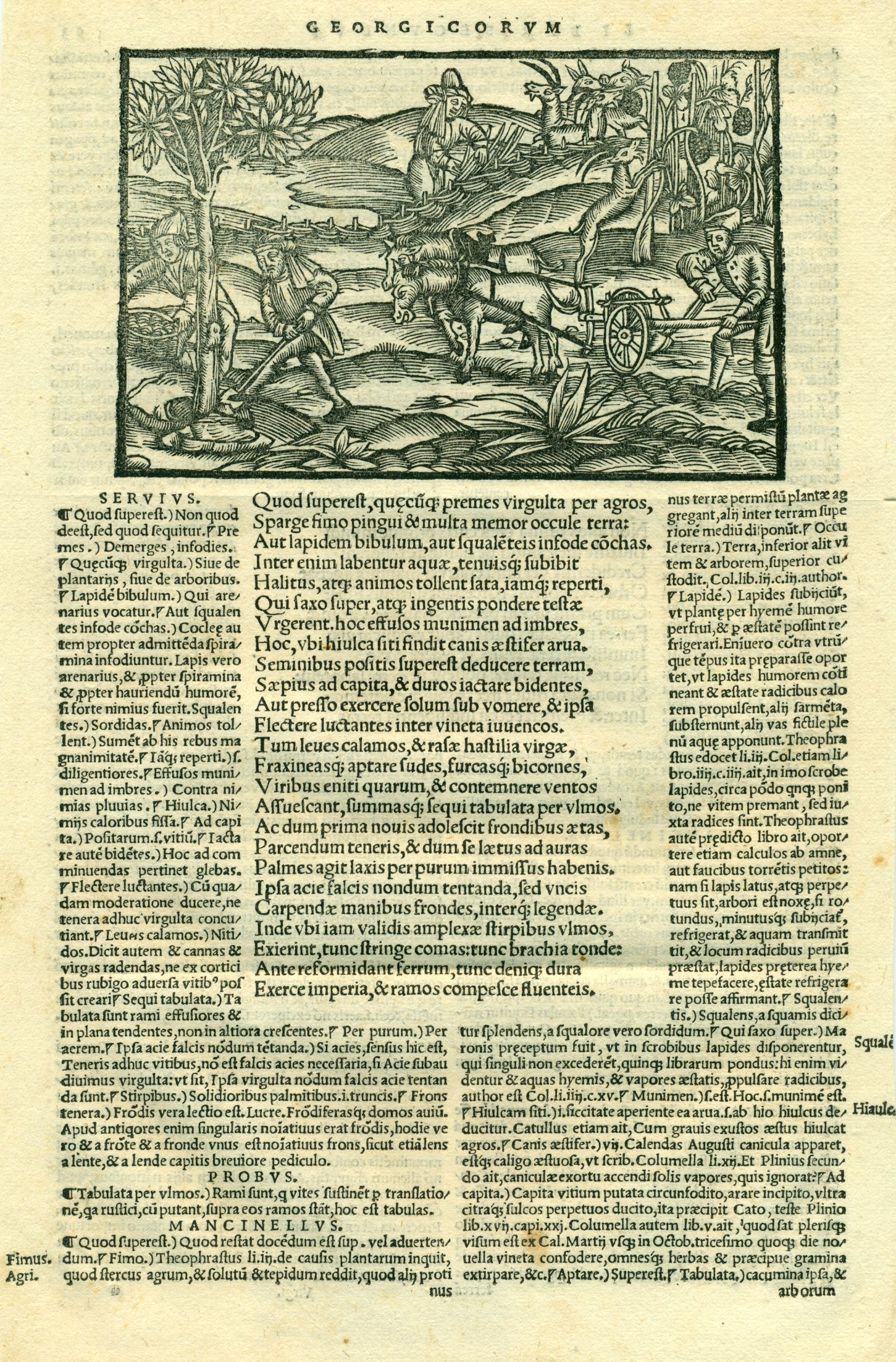
Une édition imprimée à Bâle en 1544, illustrée de bois gravés ; texte de Virgile avec les commentaires de Servius et de Donat.

#### Les ouvrages imprimés
Près de cent incunables, illustrés de bois gravés, sortent de presse à partir de 1459.
L'édition princeps est imprimée à Rome en 1469 (chez Arnold Pannartz et Konrad Sweynheim, avec une présentation de Virgile par Giovanni Andrea Bussi, bibliothécaire de Paul II), d'autres sortent à Venise, en 1472 (chez Bartholomeus Cremonensis, avec la Vie de Virgile de Donat), en 1491 (chez Bartholomeus de Zanis de Portesio). En 1501 Alde Manuce crée l'édition aldine : ce sont des ouvrages in-octavo moins coûteux, utilisant les caractères italiques que Francesco Griffo a créés pour l'occasion. En 1502 parait à Strasbourg un incunable illustré de bois gravés de Johann Grüninger, que reprendra l'édition lyonnaise de Jean Crespin en 1529,.
Par la suite, la plupart des éditions imprimées sont sobres, dépourvues d'illustrations, sauf, au mieux, un « portrait » de Virgile en frontispice. Il existe cependant des éditions luxueuses, comme le Virgile in-folio imprimé à 250 exemplaires par Pierre Didot en 1798, avec vingt-trois gravures signées Girodet, Gérard et David.

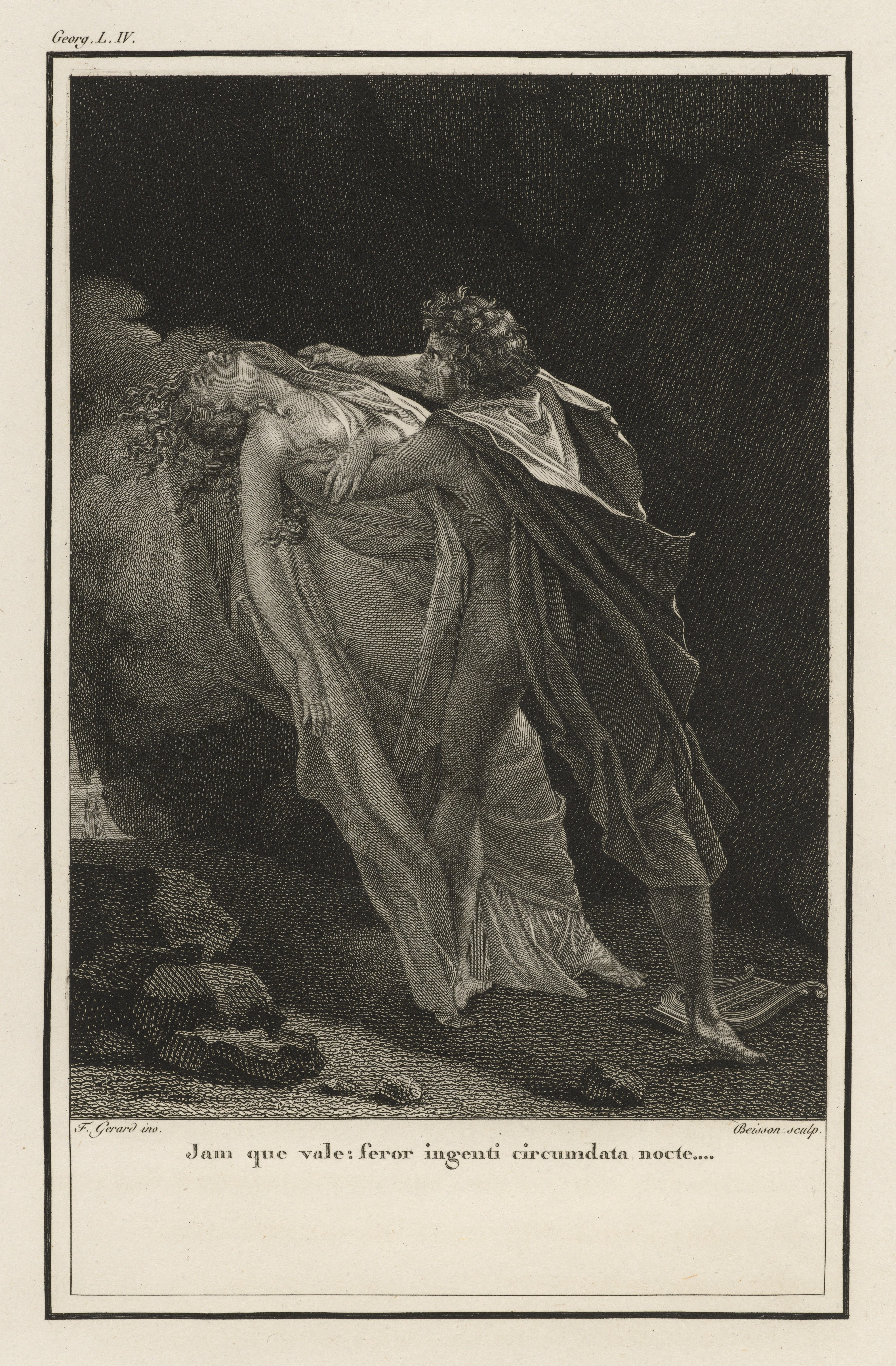
Illustration de Gérard pour l'édition de 1798. Eurydice est remportée dans la nuit éternelle (livre IV, v.497).

Au XXe siècle, une traduction des Géorgiques publiée par l'Imprimerie nationale (1944-1947) est illustrée par des eaux-fortes de Dunoyer de Segonzac.
En 2010, Gilles Sacksick publie des estampes inspirées des Géorgiques.

### Traductions de l'œuvre
Traduire Virgile est une gageure. Voltaire estimait déjà qu'« on ne traduit pas Virgile, car on ne traduit pas la musique ».
Les premières traductions en français datent de la Renaissance :
- Traduction en décasyllabes de Guillaume Michel dit de Tours, en 1519
- Traduction adaptée en décasyllabes de Le Blanc, en 1555
- Traduction des frères Le Chevalier d'Agneaux en 1582.

Mais la première traduction à connaître un retentissement considérable est celle de Jacques Delille en 1769. Cette traduction assez académique en alexandrins rimés, souvent fidèle et, à défaut, élégamment inventive, connut un énorme succès. Voltaire écrit, à propos de celui qu'il surnomme « Virgilius Delille » : « Le poème des Saisons et la traduction des Géorgiques paraissent les deux meilleurs poèmes qui aient honoré la France après l'Art poétique. On ne pouvait faire plus d'honneur à Virgile et à la Nature » ; il propose à l'Académie de réserver à l'auteur une place vacante (il y sera élu en 1774). C'est cette traduction qu'utilise Julien Sorel pour obtenir un renseignement d'un académicien sans paraître ridicule :

« À propos d'une fleur, Julien cita quelques mots des Géorgiques de Virgile, et trouva que rien n'était égal aux vers de l'abbé Delille. En un mot, il flatta l'académicien de toutes les façons. »

— Stendhal, Le Rouge et le Noir, 1830.
Par la suite l'œuvre fut régulièrement traduite, en vers ou en prose (liste non exhaustive) :
- Virgile (trad. Édouard Sommer et Auguste Desportes), Géorgiques, Librairie Hachette, 1853 (lire en ligne) [PDF] Double traduction « l'une littérale et juxtalinéaire présentant le mot à mot français en regard des mots latins correspondants, l'autre correcte et précédée du texte latin, avec des sommaires et des notes par une société de professeurs et de latinistes », rééditée en 1874[339].
- Traduction de A. Gentil, Paris, 1900.
- Traduction de Henry Antoine, Paris, 1911, prix Jules Janin[340]
- Géorgiques (trad. Eugène de Saint-Denis), Les Belles Lettres, coll. « C.U.F. (Budé) : Série latine », 1926, 126 p., édition savante, bilingue, plusieurs fois rééditée
- Traduction de Maurice Rat, 1932.
- Traduction en alexandrins non rimés de Hubaux et A. Tomsin, Liège, 1947
- Traduction en vers libres du R.P. A. Nicolas, Paris, Lettres d'Humanité, VII, 1948
- Traduction de fragments des Bucoliques et des Géorgiques par Jacques Perret, dans Virgile, Paris, Seuil, 1959, « L'art de traduire les poètes », p. 163-176
- Traduction d'Alain Michel, Imprimerie nationale, 1997
- Traduction de Jeanne Dion (livre premier et livre IV, v.198-386), Philippe Heuzé (livre II et fin du livre IV, v.387-566) et Alain Michel (livre III et début du livre IV, v.1-197), (Gallimard, 2015, Bibliothèque de la Pléiade, édition bilingue)
- Le Souci de la terre (trad. Frédéric Boyer), Gallimard, 2019, traduction en versets libres[341]